# Histoire de Corfou

Carte topographique de l'île

Vous lisez un « article de qualité » labellisé en 2007.
L'histoire de Corfou est fortement liée à sa position géographique stratégique. Corfou (en grec moderne : Κέρκυρα / Kérkyra) est la plus septentrionale des îles Ioniennes, à la sortie de la mer Adriatique. Elle est à la frontière (symbolique) entre l'Occident et l'Orient. Corfou est la région grecque la plus proche de l'Italie, tout en étant à moins de trois kilomètres de la côte albanaise. Elle était une étape évidente sur la route du Levant, dans les deux sens,.
Il est parfois difficile de faire la différence, tout au long de l'histoire, entre les faits qui se rapportent uniquement à la ville de Corfou et ceux qui concernent l'île en général.
La ville de Corfou a été fondée par Corinthe en -733. Les relations difficiles avec sa métropole sont considérées comme une des causes de la guerre du Péloponnèse. Lorsque Rome se tourna vers l'Orient, l'île fut la première étape de l'expansion de l'Empire. Après le partage de l'Empire, elle demeura à la frontière entre l'Empire d'Occident et l'Empire d'Orient. Après 1054, elle se trouva à la frontière entre rite grec et rite latin. Avec la quatrième croisade, Corfou fut au contact entre les Latins et les Byzantins, appartenant d'abord au despotat d'Épire, puis passant aux Angevins du royaume de Naples et ensuite aux Vénitiens : sa position au débouché de la mer Adriatique était stratégique pour la défense du commerce de la « sérénissime république de Saint-Marc » en Méditerranée. Après la fondation de l'Empire ottoman, elle fut la dernière terre chrétienne avant le monde musulman. Avant-poste de l'Occident, elle fut occupée par les puissances qui avaient des vues sur l'Empire, devenu « l'homme malade de l'Europe ». Corfou passa entre les mains de la France révolutionnaire (formant le département de Corcyre) puis napoléonienne, de la Russie puis du Royaume-Uni au sein du protectorat britannique de la république des îles Ioniennes. L'île devint grecque par le traité de Londres (1864).
Lors de la Première Guerre mondiale, Corfou fut occupée par la France en 1916, et accueillit l'armée serbe en déroute. Elle fut bombardée et occupée par l'Italie en 1923 lors de l'affaire de Corfou, puis à nouveau occupée par l'Italie lors de la Seconde Guerre mondiale. Sa capitale fut ravagée par les troupes allemandes en 1943 lorsque celles-ci prirent le relais de l'Italie.
En 1994, le sommet européen de Corfou valida l'élargissement de l'Union européenne à trois nouveaux États-membres, donnant lieu à la signature à l'Achilleion du traité de Corfou.

## Étymologie
Dans l'Antiquité, l'île et sa ville principale s'appelaient Corcyre. Pendant l'époque byzantine, elles seraient devenues Korypho (à partir de Κορυφαί / Koruphaí, les deux pics sur lesquels est construite la forteresse de la ville, ou Πόλις τῶν Κορυφῶν / Pólis tȭn Koruphȭn) vers le XIVe siècle. Le nom aurait ensuite évolué lors de la présence vénitienne en Stous Korphous puis Corfou,,. Elle aurait aussi porté les noms de Drepanum et Schéria.

## Préhistoire

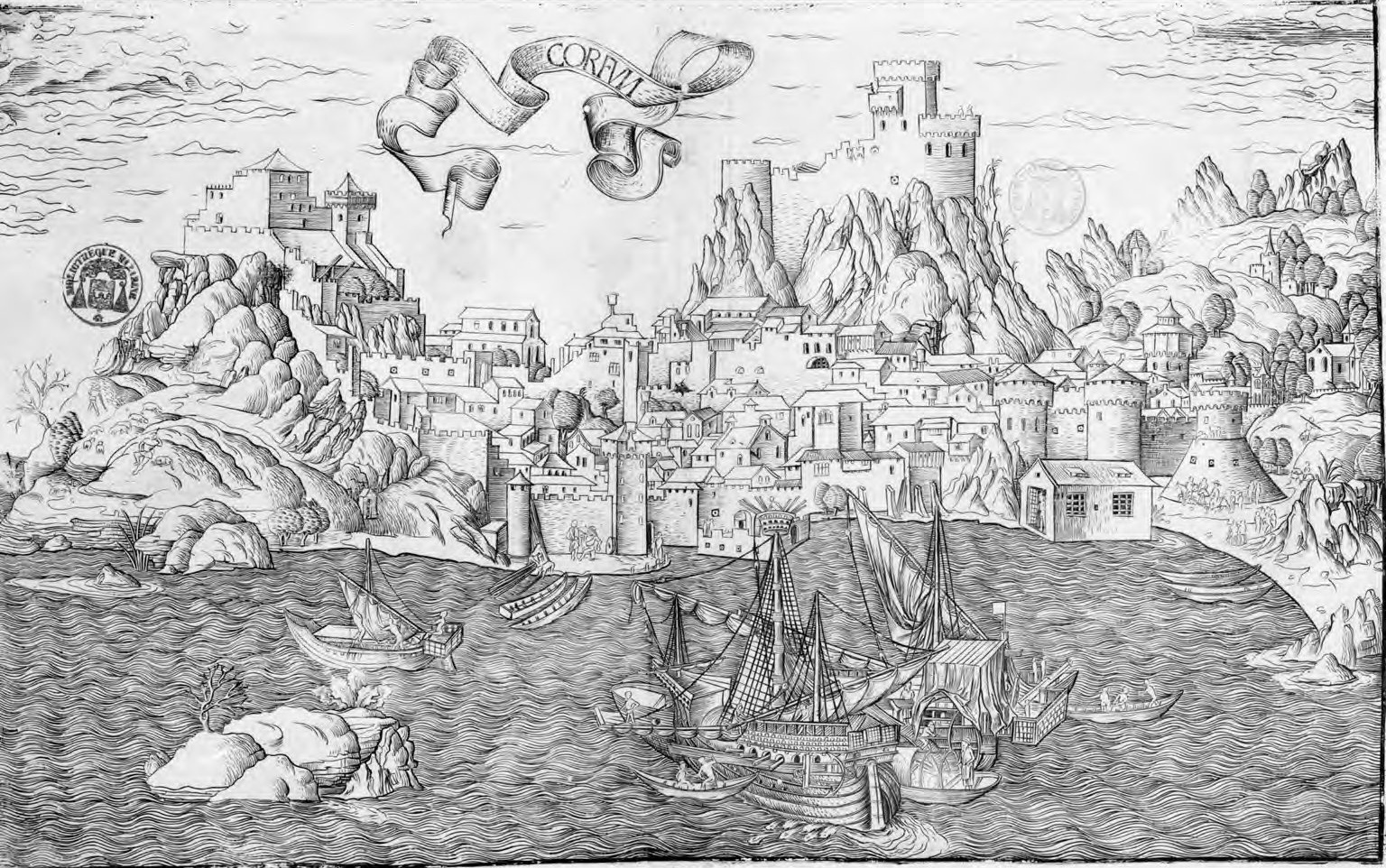
La ville de Corfou en 1488.

C'est au nord-ouest de l'île, vers Sidari et sur l'îlot de Diaplo, qu'on trouve les traces les plus anciennes d'un habitat. Elles remontent au Mésolithique et au début du Néolithique, vers le VIe millénaire av. J.-C.. Elles sont très proches de la culture Campanienne présente au même moment dans le Sud de l'Italie. Par contre, les couches de l'âge du bronze, plus tard, en diffèrent. À Aphiona, des poteries de la fin du IIIe et du début du IIe millénaire ont été découvertes. Si une partie est constituée de grossières poteries rouges, on trouve aussi des céramiques fines, brunes avec un décor géométrique en peinture noire. On considère qu'elles sont de type apulien et dites Molfetta. Un village de l'âge du bronze a aussi été découvert et fouillé à Kapo Kephali. À Ermones, à cinq cents mètres de la mer, des huttes de terre préhistoriques ont aussi été identifiées.
Avant l'arrivée des Grecs (que ce soit via la création d'un emporion par Érétrie ou via la colonisation par Corinthe, l'île aurait été habitée par un peuple de marins auquel on identifie les Phéaciens homériques.

## Antiquité

### Première mention
La première référence connue à Corcyre date d'environ 1300 av. J.-C.. Il s'agit d'une inscription en linéaire B où il est écrit ko-ro-ku-ra-i-jo (« homme de Kerkyra »).

### Colonie d'Érétrie puis de Corinthe

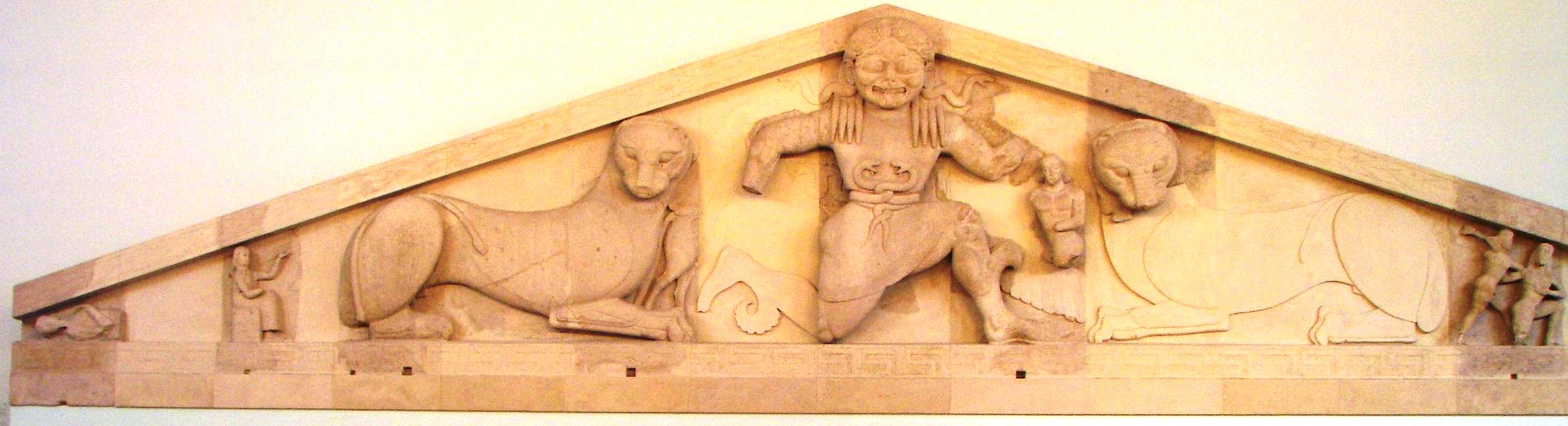
La Gorgone (fronton ouest du temple d'Artémis à Paleopolis).

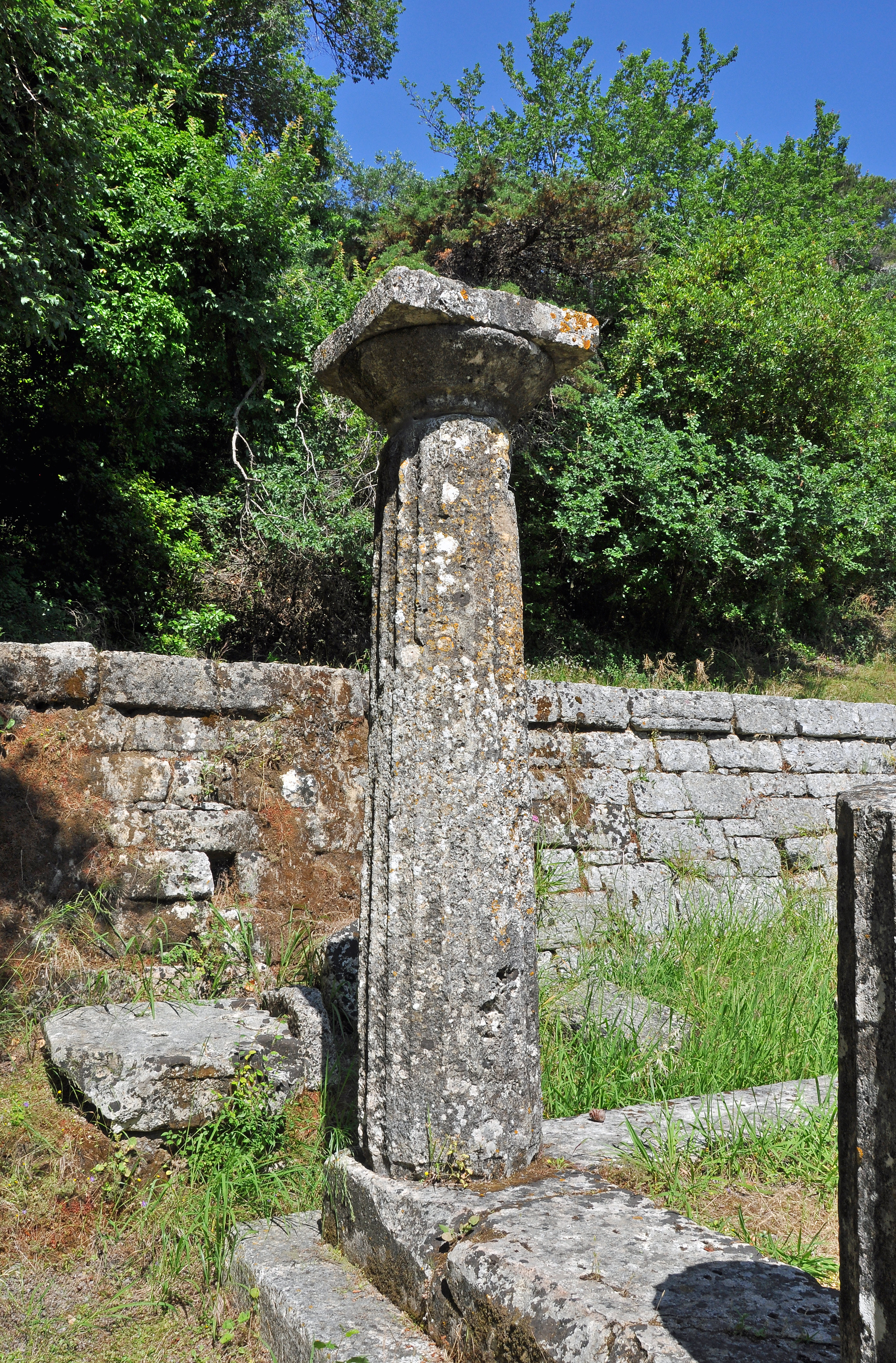
Colonne dorique du temple de Kardaki.

Hérodote nous apprend que Corcyre était une colonie de Corinthe (depuis 733 av. J.-C.) et que, depuis la fondation, les deux cités ne cessaient d'être en désaccord. Corcyre aurait été fondée par Corinthe vers la XVIIe olympiade (735 av. J.-C.). Il semblerait que les Corinthiens aient chassé des Érétriens qui y étaient déjà installés. L'île était une étape sur la route vers une autre colonie corinthienne : Syracuse. L'œciste aurait été un Héraclide : Khersikratès. La première cité (sur le site appelé de nos jours Paleopolis) fut installée sur un promontoire de la côte est de l'île, ce qui permettait d'avoir un port de chaque côté. Ce promontoire fut appelé Korkyra ou Kerkyra, la « queue ». Au nord, dans la baie de Kastradès (aujourd'hui Garitsa), se trouvait le port d'Alkinoos et au sud, sur la lagune Kalikiopoulo, le port Hyllaïque.
Thucydide qui l'identifie à la Schérie des Phéaciens de l'Odyssée, est le premier à noter le rôle géo-stratégique essentiel de l'île : « Corcyre est heureusement placée sur la route maritime, le long de la côte, vers l'Italie et la Sicile. Elle peut empêcher les cités de là-bas d'envoyer une flotte […] ou au contraire faciliter le voyage d'une flotte partie d'ici pour se rendre dans ces pays. » La cité devint très vite très puissante, au point de fonder ses propres colonies : Épidamne et Apollonie en Épire vers 626 ou 625 av. J.-C. Épidamme aurait été fondée par Corcyre qui avait pour cela fait appel à un Corinthien, Phialos, fils d'Ératocléidès, un Héraclide, pour se charger du rôle d'oikiste. Des colons venus de Corinthe et des pays doriens s'étaient joints au mouvement,. Cette ambiguïté donna à Corinthe des arguments pour revendiquer des droits sur la colonie. La rivalité avec la métropole, Corinthe, fut telle que les deux cités s'affrontèrent dans une bataille navale, peut-être aux îles Sybota vers 660 av. J.-C.,.
Lorsque Hippocrate, tyran de Géla, vainquit Syracuse, ses habitants furent sauvés par Corcyre après leur défaite militaire.
À l'époque où les Pisistratides furent renversés à Athènes, le dernier roi de Corcyre aurait été Lycophron. Il aurait été remplacé par un gouvernement républicain. Il semblerait qu'il y ait eu une assemblée annuelle des citoyens qui élisait quatre prytanes chargés de gouverner la ville et de rendre la justice. Thucydide et Polybe évoquent la présence d'un sénat. Les monnaies montrent une prépondérance des cultes de Zeus, Poséidon, Hermès et Apollon.
Corcyre fut sollicitée par les Grecs lors des guerres médiques,. L'île promit d'envoyer son aide et arma soixante navires. Ils ne dépassèrent pas le cap Ténare, voire Pylos, attendant d'abord de connaître l'issue de la bataille pour savoir dans quel camp se ranger. L'excuse était prête : « à cause des vents étésiens, ils n'avaient pas pu doubler le cap Malée »,. En fait, Corcyre avait refusé d'entrer dans une quelconque alliance depuis sa victoire sur Corinthe au VIIe siècle av. J.-C., ni contre les Carthaginois ni contre les Perses. La cité avait aussi refusé de conclure des conventions d'arbitrage de litiges maritimes avec les autres cités, ce qui lui permettait de conserver intacte sa puissance maritime et commerciale.
Lorsqu'il fut ostracisé, Thémistocle se réfugia sur Corcyre. Il avait en effet été un bienfaiteur de la cité lorsqu'il avait arbitré un conflit avec Corinthe. Il avait jugé en faveur de Corcyre en condamnant Corinthe à payer vingt talents d'amende. Il avait aussi accordé aux deux cités un gouvernement conjoint de Leucade,.

### La guerre du Péloponnèse

#### Corcyre, cause de la guerre?
D'après Thucydide, l'origine de la guerre du Péloponnèse serait un conflit entre Corcyre et sa métropole Corinthe à propos de la colonie de Corcyre Épidamme en 435 av. J.-C..

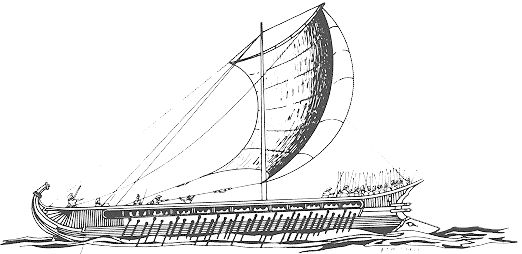
Une trière. Corcyre disposait de la seconde flotte de Grèce antique.

Épidamne était en proie à des attaques répétées de ses voisins, des « barbares » alliés au parti aristocratique expulsé quelques années plus tôt. La cité appela à son aide sa métropole Corcyre qui refusa de lui porter secours. La fondation d'Épidamne s'étant faite grâce à un oikiste et à des colons venus aussi de Corinthe, l'oracle de Delphes conseilla aux Épidamniens de faire appel à la métropole de leur métropole. Celle-ci avait des griefs contre sa colonie qui ne lui témoignait pas tout le respect qui lui était dû. De plus, avec l'autonomie croissante de Corcyre, Corinthe perdait le contrôle de la route commerciale vers la Sicile et la Grande Grèce. Corinthe envoya donc des troupes et des colons à Épidamne. Corcyre exigea leur départ, mais aussi le rappel des aristocrates bannis. Le refus épidammien entraîna l'envoi par Corcyre de quarante de ses cent-vingt navires qui mirent le siège devant la colonie. Les négociations échouèrent. Corinthe, aidé de quelques autres cités grecques, envoya soixante-quinze navires et deux ou trois mille hoplites. La flotte rencontra quatre-vingts navires corcyréens au cap Leukimmè, au sud de Corcyre. Corinthe perdit quinze navires. Les prisonniers (sauf les Corinthiens) furent égorgés. Le même jour, Épidamne était prise. Corcyre, vainqueur, envoya ses navires ravager Leucade, colonie de Corinthe et Kyllène, port d'Élis qui s'était alliée à Corinthe.
Les deux années suivantes (434 et 433 av. J.-C.), les cités ne s'affrontèrent pas, mais Corinthe s'arma et Corcyre se chercha des alliés. L'île se tourna vers Athènes avec qui elle signa une alliance défensive. Dix vaisseaux athéniens furent envoyés à Corcyre, avec pour ordre de n'intervenir que si les Corinthiens essayaient de débarquer sur Corcyre ou sur un territoire lui appartenant. Corinthe attaqua avec cent-cinquante navires (dont certains appartenaient à ses alliés péloponnésiens). La bataille navale des îles Sybota est considérée par Thucydide comme relevant de « l'ancienne tactique » : un affrontement d'hoplites embarqués à bord de navires. Les Corcyréens enfoncèrent l'aile droite corinthienne mais furent défaits sur leur aile gauche. Cette situation entraîna l'intervention athénienne. La bataille fut considérée comme une victoire par Corcyre mais aussi par Corinthe. Thucydide écrit cependant que « c'est ainsi que Corcyre eut le dessus dans la guerre contre Corinthe ». Ce fut aussi la rupture de la fragile paix entre Athènes et le Péloponnèse et le début de la guerre du Péloponnèse.

#### La guerre civile
La guerre en Grèce eut des conséquences à Corcyre même qui se trouva en proie à la guerre civile d'après Thucydide,.
En 427-426 av. J.-C., la guerre civile faisait rage à Corcyre entre les démocrates et les aristocrates. Les prisonniers qui avaient été faits lors des batailles à propos d'Épidamne avaient été libérés, soit en échange d'une énorme rançon, soit en échange de la promesse qu'ils feraient tout pour réconcilier leur cité et Corinthe. Ils essayèrent de tenir leur engagement, mais, à la suite d'un vote, il fut décidé que Corcyre resterait l'allié d'Athènes. Il semblerait que le parti aristocratique ait été favorable à Corinthe, alors que le parti populaire penchait pour Athènes. Les différents chefs des deux partis se citèrent d'abord en justice. Péithias, chef du parti populaire, fut acquitté des charges, politiques, qui pesaient contre lui. Il assigna alors ses adversaires en justice, cette fois-ci, sur une accusation de sacrilège. Les cinq membres du parti aristocratique furent condamnés à une très lourde amende. Péithias, personnage influent du Conseil, insista pour que celle-ci fût payée. Les aristocrates et leurs partisans s'en prirent alors physiquement aux démocrates. Péithias fut attaqué et tué dans la salle même du Conseil, avec une soixantaine d'autres personnes présentes. Ses partisans se réfugièrent sur une trière athénienne.

Corcyre dans l'alliance athénienne.

Les aristocrates réunirent alors l'Assemblée des citoyens et lui firent voter la neutralité de la cité dans la guerre. Une trière corinthienne transportant des émissaires de Sparte aborda à Corcyre et, peu de temps après, le parti aristocratique lança une nouvelle attaque contre le parti démocrate. Ce dernier fut d'abord vaincu. Les survivants se réfugièrent sur l'Acropole. Ils étaient aussi encore maîtres du port Hyllaïque. Les démocrates réussirent à se rallier les esclaves, en leur promettant la liberté, tandis que les oligarques faisaient venir huit cents mercenaires. Le lendemain, un nouvel affrontement eut lieu. Les démocrates le remportèrent. Les aristocrates, pour éviter la prise de l'arsenal, mirent le feu aux bâtiments autour de l'agora.
Le lendemain, Nicostratos, un stratège athénien, arriva avec douze navires et cinq cents hoplites messéniens. Il obligea les différents partis à accepter son arbitrage. Les aristocrates responsables de la rébellion et en fuite devaient être jugés pour leurs actes, une amnistie serait déclarée pour tous les autres et une alliance serait conclue avec Athènes. Il fut aussi décidé d'échanger des vaisseaux de guerre entre les deux cités. Les démocrates pensaient pouvoir se débarrasser de leurs adversaires politiques en les envoyant à Athènes. Plutôt que d'embarquer, les partisans des aristocrates, près de quatre cents, se réfugièrent dans les temples des Dioscures et d'Héra. Ils furent persuadés d'en sortir et exilés sur un îlot.
Une flotte péloponnésienne d'une soixantaine de navires tenta de profiter de la situation. Corcyre arma des trières dans l'urgence et les envoya au fur et à mesure qu'elles étaient prêtes. Elles arrivèrent donc face aux navires ennemis en ordre dispersé. De plus, la guerre civile faisait rage à bord même des vaisseaux corcyréens. Certains désertèrent. Sur d'autres, les marins se battaient entre eux. La flotte en général était en difficulté. Les trières athéniennes étaient en infériorité numérique et ne purent qu'empêcher la défaite totale des Corcyréens qui battirent en retraite après avoir perdu treize navires.

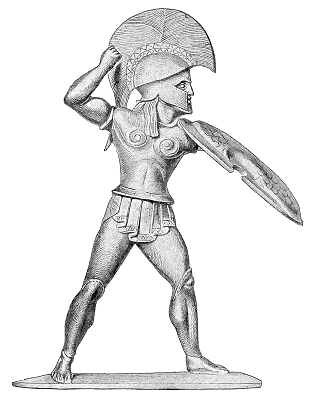
Un hoplite.

Les partisans des oligarques furent rapatriés de leur îlot afin de ne pas pouvoir être secourus par la flotte péloponnésienne. Démocrates et aristocrates négocièrent alors une réconciliation. Il s'agissait, pour tous, de défendre la cité avant tout. Les aristocrates acceptèrent de servir à bord des navires de guerre. Corcyre se prépara aussi à un siège, mais elle ne fut pas attaquée. Les Péloponnésiens se contentèrent de ravager le cap Leukimmè puis se replièrent. En fait, soixante trières athéniennes arrivaient en renfort. Alors, les démocrates massacrèrent tous les oligarques qui étaient restés à terre. Ceux qui s'étaient réfugiés dans les temples furent convaincus d'en sortir, jugés et condamnés à mort. Certains préférèrent enfin se suicider. Les survivants, à peu près cinq cents, s'emparèrent des territoires continentaux de la cité, d'où ils menèrent des raids contre l'île. Ils causèrent suffisamment de dégâts pour créer une famine dans la cité. N'ayant pas réussi à convaincre Corinthe ou Sparte de les aider à revenir dans leur patrie, ils engagèrent des mercenaires et débarquèrent sur l'île. Là, ils brûlèrent leurs navires pour ne pouvoir reculer et s'installèrent sur le mont Istônè d'où ils reprirent leurs raids. Ils s'emparèrent rapidement du contrôle des campagnes.
En 425 av. J.-C., Athènes envoya une flotte pour aider ses partisans sur Corcyre. L'idée était de sécuriser la route vers la Sicile. Une sortie des démocrates aidée des hoplites athéniens eut raison des oligarques qui se rendirent. Ils obtinrent d'être envoyés à Athènes pour y être jugés. Craignant que les tribunaux de leurs alliés ne condamnent pas à mort leurs ennemis, les démocrates usèrent d'un stratagème pour les perdre. Ils les poussèrent à chercher à s'enfuir, ce qui rendait caduc l'accord avec Athènes. Par ailleurs, les stratèges athéniens, pressés de se rendre en Sicile, ne furent pas mécontents de pouvoir se décharger de leurs prisonniers sur les Corcyriens. Les démocrates massacrèrent sauvagement leurs ennemis oligarques et vendirent les femmes comme esclaves.
La guerre civile prit ainsi fin, avec la disparition quasi complète d'un des deux partis.

#### L'expédition de Sicile
Corcyre resta ensuite dans l'alliance athénienne et participa à ses différentes expéditions. Ainsi, elle fournit quinze navires et des hoplites pour le second corps expéditionnaire commandé par Démosthène envoyé par Athènes contre Syracuse en 413 av. J.-C.. Cependant, leur présence à la bataille des Épipoles décontenança les Athéniens. À chaque fois que les Corcyriens entonnaient le péan, ils paniquaient leurs alliés. En effet, Corcyre et Syracuse, liées par des liens de colonisation, avaient des péans très proches. Les hoplites athéniens croyaient à chaque fois que les Syracusiens avaient percé leurs rangs.
Au retour de la paix, Corcyre reprit ses traditionnelles activités commerciales.

### La puissance romaine

#### Une position convoitée

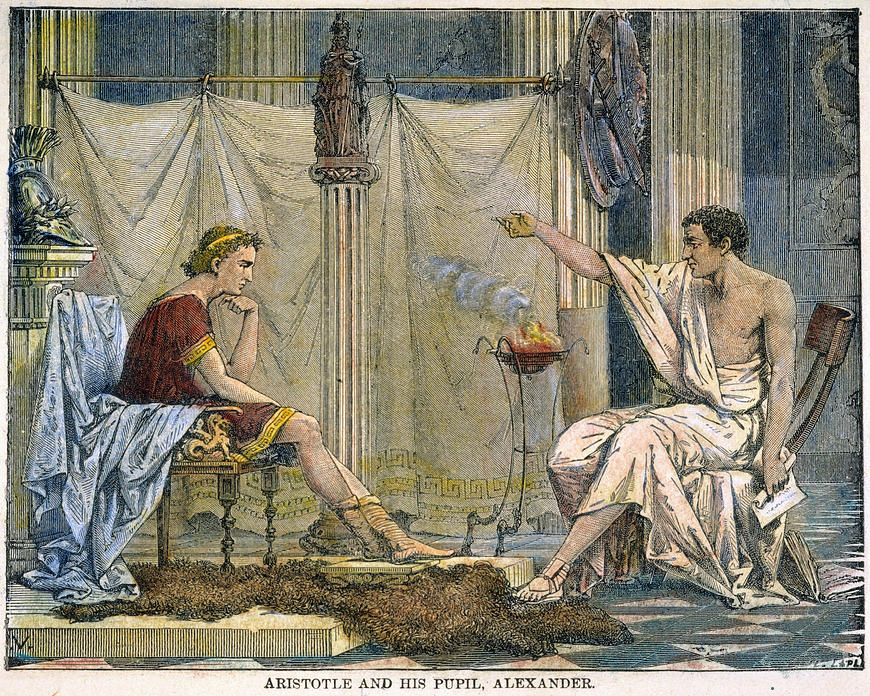
Aristote et son élève Alexandre.

La position géographique de l'île entre l'ouest et l'est de la Méditerranée et entre Rome et la Grèce continua à faire de sa possession un enjeu stratégique. Si elle connut un moment de relatif répit après la guerre du Péloponnèse, qui vit le séjour d'Aristote et de son élève Alexandre, les différents souverains hellénistiques s'en disputèrent la domination.
En 299 av. J.-C., Corcyre assiégée par Cassandre fut dégagée par Agathocle, tyran de Syracuse, qui devint ainsi maître de l'île. Il s'en désintéressa immédiatement pour partir en Afrique,.
En préambule à ses guerres en Italie, Pyrrhus s'empara de l'île, à sa seconde tentative, soit en 295 ou en 280 av. J.-C..
Profitant de l'atmosphère générale, Corcyre chercha à s'emparer de la Crète. Elle monta une expédition qui débarqua sur la grande île. Elle finit cependant par rapatrier ses troupes.

#### Le choix de la protection de Rome
Au IIIe siècle av. J.-C., les échanges commerciaux florissants de Corcyre eurent à se plaindre des pirates qui opéraient depuis l'Illyrie. La cité se tourna donc vers Rome. Des ambassadeurs romains furent envoyés par le Sénat à Teuta, la reine d'Illyrie, afin de demander que toute attaque contre le nouvel allié romain cessât. La reine fut irritée par l'attitude d'un des ambassadeurs et le fit exécuter. Rome se prépara au conflit. Teuta arma une flotte qui s'empara d'Épidamne puis de Corcyre où une garnison commandée par Démétrios de Pharos fut installée en 229 av. J.-C. L'île fut pratiquement immédiatement reprise par Rome. En effet, Teuta se méfiait de la montée en puissance de Démétrios. Elle mit sa tête à prix. Démétrios négocia alors avec le consul Gaius Fulvius. Il échangea Corcyre contre la vie sauve. Le second consul, Aulus Posthumius, déclara les Corcyréens amis des Romains. Il nomma un chef favorable à Rome à la tête du Sénat,. Corcyre devint dès lors un fidèle allié de Rome, après avoir été un fidèle allié d'Athènes. L'île participa aux expéditions romaines contre Démétrios de Pharos en Illyrie ou contre Philippe V de Macédoine puis contre son fils Persée. Paul Émile fit pratiquement d'ailleurs un premier triomphe à Corcyre avant son retour à Rome,.
En 146 av. J.-C., Corcyre était, à cause de la longue rivalité qui l'opposait à sa métropole, aux côtés des Romains lorsqu'ils rasèrent Corinthe.

#### Les guerres civiles
Lors des guerres civiles romaines, Corcyre prit le parti de Pompée qui en fit le centre de ses opérations navales. Marcus Calpurnius Bibulus s'y tenait avec en permanence une centaine de vaisseaux. Il tenait aussi Epidamne. Caton et Cicéron se retrouvèrent alors sur Corcyre avant de partir, l'un vers l'Afrique, l'autre vers Rome. César pardonna à la cité grecque. Dans la guerre civile suivante, Corcyre prit le parti de Brutus et Cassius. Puis après leur défaite face à Marc Antoine à Philippes (42 av. J.-C.), l'île se soumit à leur vainqueur. C'est là qu'il épousa Octavie. Elle y séjourna pendant qu'il menait ses campagnes en Orient. Octave commença donc par assiéger la cité qui, une fois prise, fut sévèrement punie. Il y assembla ensuite sa flotte avant la bataille d'Actium. Ce ne fut que sous Caligula que les Corcyréens obtinrent un allègement de leurs peines : leur liberté et leurs privilèges leur furent rendus.

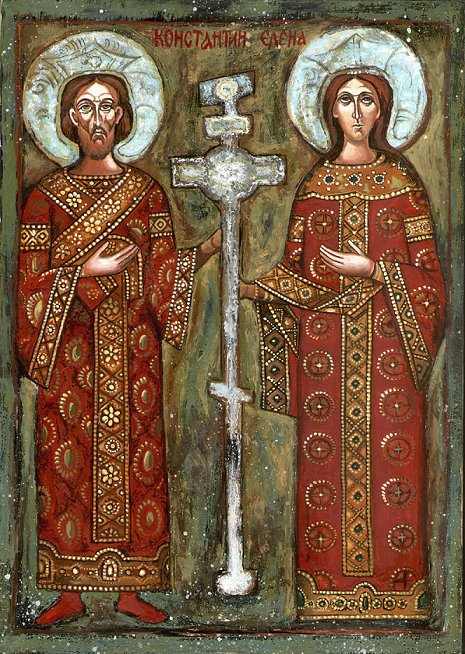
Hélène et son fils Constantin.

Tibulle aurait séjourné sur l'île. En 67, Néron aurait, d'après Suétone, chanté et dansé devant l'autel du temple de Zeus à Kassiopi.

#### Les débuts de l'ère chrétienne
Deux disciples de saint Paul : Jason de Thessalonique, évêque de Tarse, et saint Sosipater, évêque d'Iconium, sont supposés avoir évangélisé l'île en construisant un sanctuaire en l'honneur d'Étienne, le premier martyr,. Les persécutions de Dioclétien furent fortes sur l'île. Comme pour de très nombreuses autres villes grecques, la légende veut que ce fût à Hélène, la mère de l'empereur Constantin, qui serait venue deux fois sur l'île, que Corcyre dut sa liberté d'exercer le christianisme. Cependant, on sait qu'un évêque de Corcyre participa aux différents conciles entre 325 et 787 et que cet évêque était suffragant pour le métropolite de Céphalonie. Parmi les ruines de Paléopolis, au sud de la ville actuelle, se trouve la basilique Aghia Kerkyra, dont une architrave porte la dédicace épigraphique de son fondateur, l'évêque Jovien : cet évêque, qui n'est connu que par une autre inscription, sur la mosaïque de la nef, s'y vante d'avoir fait construire l'église après avoir détruit des sanctuaires païens, avec le soutien de l'empereur. Cette épigramme est le seul texte en Grèce qui témoigne localement d'une transition violente entre christianisme et paganisme, alors que cet iconoclasme chrétien est bien attesté en Orient. La basilique, originellement dotée de cinq nefs, fut en fait construite un peu avant 450 sur les ruines d'un odéon d'époque romaine, plutôt que sur un temple. Elle fut reconstruite vers le XIIe siècle avec une seule nef.

## Empire byzantin
En 336, à la mort de Constantin, Corcyre échut à son deuxième fils, Constant. L'île se rangea à ses côtés dans ses guerres, contre son frère Constantin ou contre les Goths. Corcyre avait déjà envoyé des troupes lorsqu'en 267 les Goths avaient envahi la Macédoine et l'Épire. Dans la guerre entre Magnence et Constance, l'île choisit le parti de l'empereur d'Orient. Ayant, contrairement au passé, choisi le camp des vainqueurs, Corcyre fut récompensée par l'empereur. Il en fut de même lorsque Gratien, empereur d'Occident, vint aider la partie orientale de l'Empire contre les Goths en 375. L'île lui fournit une flotte et 2 000 soldats. Il la récompensa à son retour. Lorsque Théodose II chercha à reprendre Ravenne, Corcyre lui fournit 4 000 soldats. Cependant, après le sac de Rome par Genséric, en 455, l'île, sauf la ville, eut à subir, comme le reste de la Grèce et la Sicile, les ravages des Vandales.

### La flotte de Corcyre au service de Byzance?
Des Corcyréens auraient participé à l'expédition qui permit à Bélisaire de reprendre l'Italie aux Ostrogoths de Vitigès pour Justinien en 535. Ils se seraient distingués particulièrement dans la défense de Rome. Aussi, l'île eut à subir en 551 la vengeance de Totila, dont la flotte pilla l'île et la ville, ce que n'avait pas réussi les Vandales un siècle plus tôt, avant de s'avancer en Grèce continentale jusqu'à Dodone,,. En 562, la ville fut déplacée du site antique (Paléopolis au sud de la ville actuelle) pour la presqu'île, plus facile à défendre lors d'une invasion des Goths.

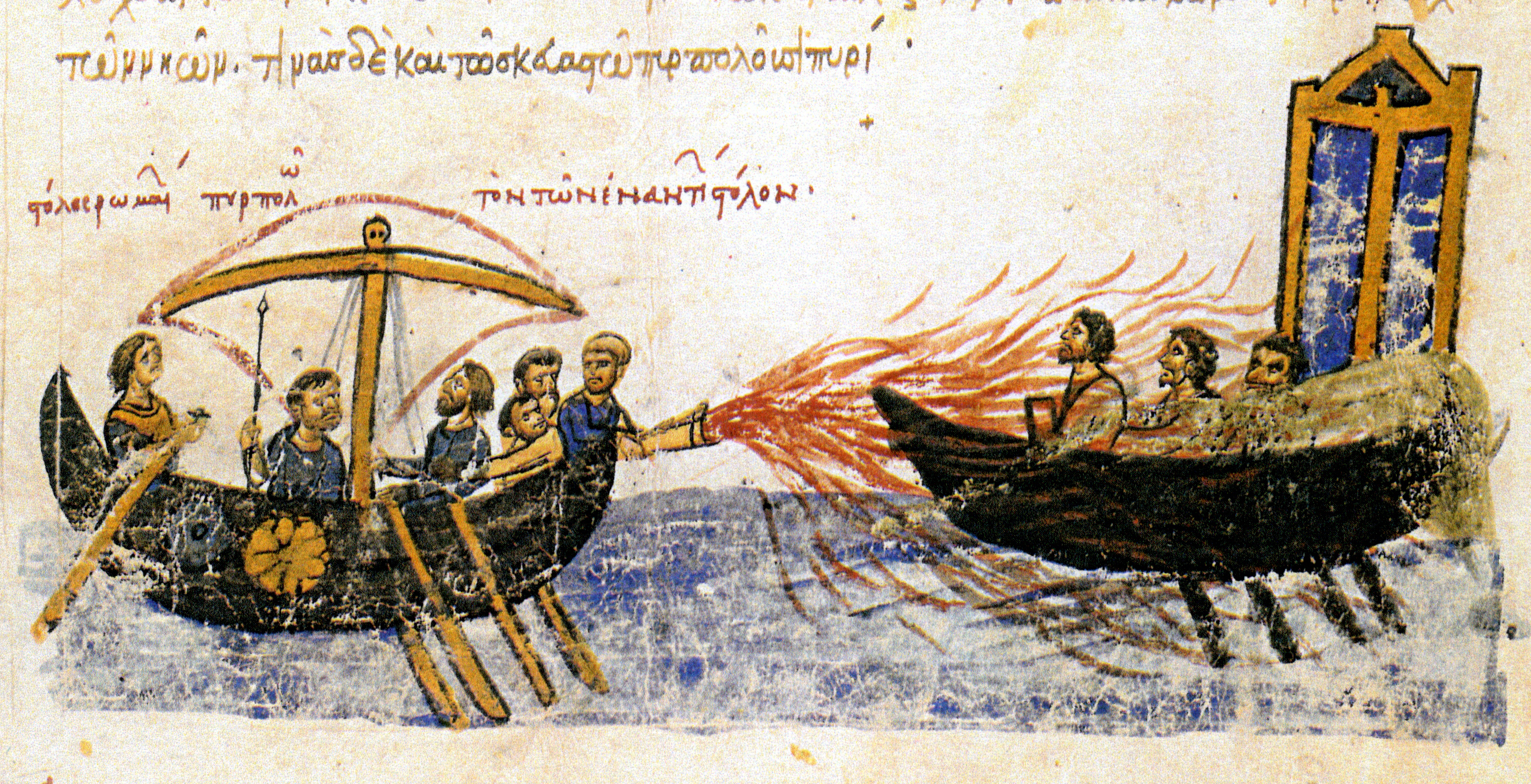
Le feu grégeois utilisé par Constantin IV Pogonat et la flotte de Corcyre contre les Sarrasins.

Corcyre aurait fourni des navires à Maurice dans sa lutte contre les Dalmates. Elle aurait aidé aussi Héraclius contre les Lombards. La flotte corcyréenne aurait apporté son aide à Constant II (cinquante vaisseaux) puis Constantin IV contre les Sarrasins,.
La flotte corcyréenne aurait aidé à secourir Léon l'Isaurien assiégé dans Constantinople.
Dans les guerres contre les Bulgares, la flotte de Corcyre aurait encore joué un rôle. Elle aurait participé à la défaite la flotte de Pépin d'Italie dans l'Adriatique. Elle aurait empêché une descente des Bulgares en Italie sous le règne de Nicéphore Ier. Elle aurait fait aussi débarquer 8 000 hommes près de la capitale pour repousser une invasion bulgare sous Léon V l'Arménien, puis elle aurait envoyé quarante vaisseaux pour dégager Constantin VII Porphyrogénète.
Corcyre se serait alors entendue avec la puissance navale montante de l'Adriatique : Venise. Leurs flottes combinées auraient fait pratiquement de cette mer un lac byzantin.
La Vie de Saint Arsénios de Kerkyra par G. Bardanes évoque une attaque « scythe » vers le milieu du Xe siècle. Plus vraisemblablement, il s'agirait de pirates d'origine croate.
Ce serait ensuite contre les Sarrasins que la flotte aurait aidé les empereurs de Théophile à Léon VI (842-912), notamment lors des campagnes du général Nicétas Oryphas. Elle aurait même permis à l'île d'éviter d'être conquise par les Sarrasins après leur victoire contre l'empereur Otton II à la bataille du cap Colonne, près de Crotone, en 982. Cependant, Jean Skylitzès (385.57-58) affirme qu'ils auraient brûlé Corcyre en 1033. L'île serait devenue la base navale principale de Constantin VIII vers 1025. Elle aurait participé à la reconquête de la Sicile contre les Sarrasins, mais cette fois-ci pour le Pape, Capoue et les Normands.
La petite église d'Agios Merkourios, au village d'Agios-Markos 17 km au nord-est de la ville de Corfou, construite vers 1074-1075 dispose de fresques (dont on retrouve des échos ailleurs dans l'île) dans le style d'Osios Loukas (monastère byzantin proche de Delphes), ce qui prouve la position charnière de Corcyre entre la Grèce et l'Italie.

### Entre Normands et Byzantins

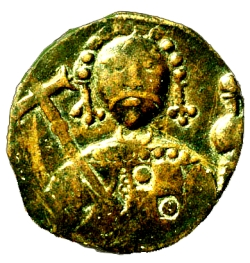
Robert Guiscard.

En mai 1081, Robert Guiscard, en route vers Constantinople avec 1 300 chevaliers et plusieurs milliers de fantassins, s'empara de Corcyre où la garnison impériale se serait rendue sans combattre selon certaines sources, ou après une longue résistance selon Anne Comnène. Elle affirme aussi que l'île bénéficia d'une certaine indépendance vis-à-vis du pouvoir normand. Bohémond, laissé à la tête de l'expédition, battit en retraite au printemps 1083 et une flotte vénitienne reprit Corcyre dans l'année. L'année suivante, une nouvelle expédition de Robert Guiscard vers la Grèce affronta trois fois la flotte vénitienne. Vaincu à deux reprises, il triompha la troisième. Cette victoire lui offrait Corcyre, toujours porte d'entrée en Grèce où sa troupe s'installa pour l'hiver. La typhoïde décima son armée. Robert Guiscard décéda sur Céphalonie en 1085. Sa mort permit à Alexis Ier Comnène de contrôler à nouveau Corcyre. La flotte de celle-ci dégagea Durazzo, nouveau nom de son ancienne colonie Épidamne, assiégée par Bohémond en 1108.
Régulièrement menacée par les Normands de Sicile, Corcyre fut assiégée, sans succès, durant six mois pendant l'hiver 1122-1123 par Venise à qui Jean II Comnène venait de retirer ses privilèges commerciaux à Constantinople et qui cherchait à se venger.
L'île fut à nouveau conquise par les Normands, menés cette fois par Roger II de Sicile en 1147. Elle était défendue par Étienne Hagiochristophoritès, futur auteur de la tentative d'assassinat d'Isaac II Ange à l'instigation d'Andronic Ier Comnène. Roger II installa dans la citadelle une garnison de 1 000 hommes. Manuel Ier Comnène la libéra après un long siège lors de l'hiver 1148-1149.
Profitant des troubles à la mort de l'empereur Andronic, le roi normand de Sicile Guillaume II attaqua l'Empire byzantin, en suivant la route habituelle par Durazzo, prise en 1185. L'hypothèse que la flotte normande ait conquis à cette occasion Corcyre et le reste des iles ioniennes, remontant à une conjecture de Karl Hopf et souvent affirmée par les auteurs ultérieurs, n'est mentionnée par aucune source ancienne et semble improbable ; selon une source occidentale contemporaine l'ile était en tout cas en 1191 toujours (ou à nouveau) entre les mains de l'empereur byzantin auquel elle devait un tribut annuel en or,.
L'Empereur Manuel avait créé un Duché de Corcyre, d'Épire et d'Étolie qu'il donna à son fils Alexis puis à Michel. La mise en place d'un archevêché métropolite de Janina et Corcyre pourrait dater de cette époque,.
En 1054, le Schisme plaça Corfou, appartenant alors à l'Empire byzantin, dans le giron de l'Église orthodoxe. Il n'y avait alors pas de catholiques sur l'île. Le premier évêque catholique n'est attesté qu'à partir de 1228. Benjamin de Tudèle ne rencontra qu'une seule famille juive sur Corfou, celle d'« un teinturier, du nom de Rabbi Joseph ».

### Le despotat d'Épire

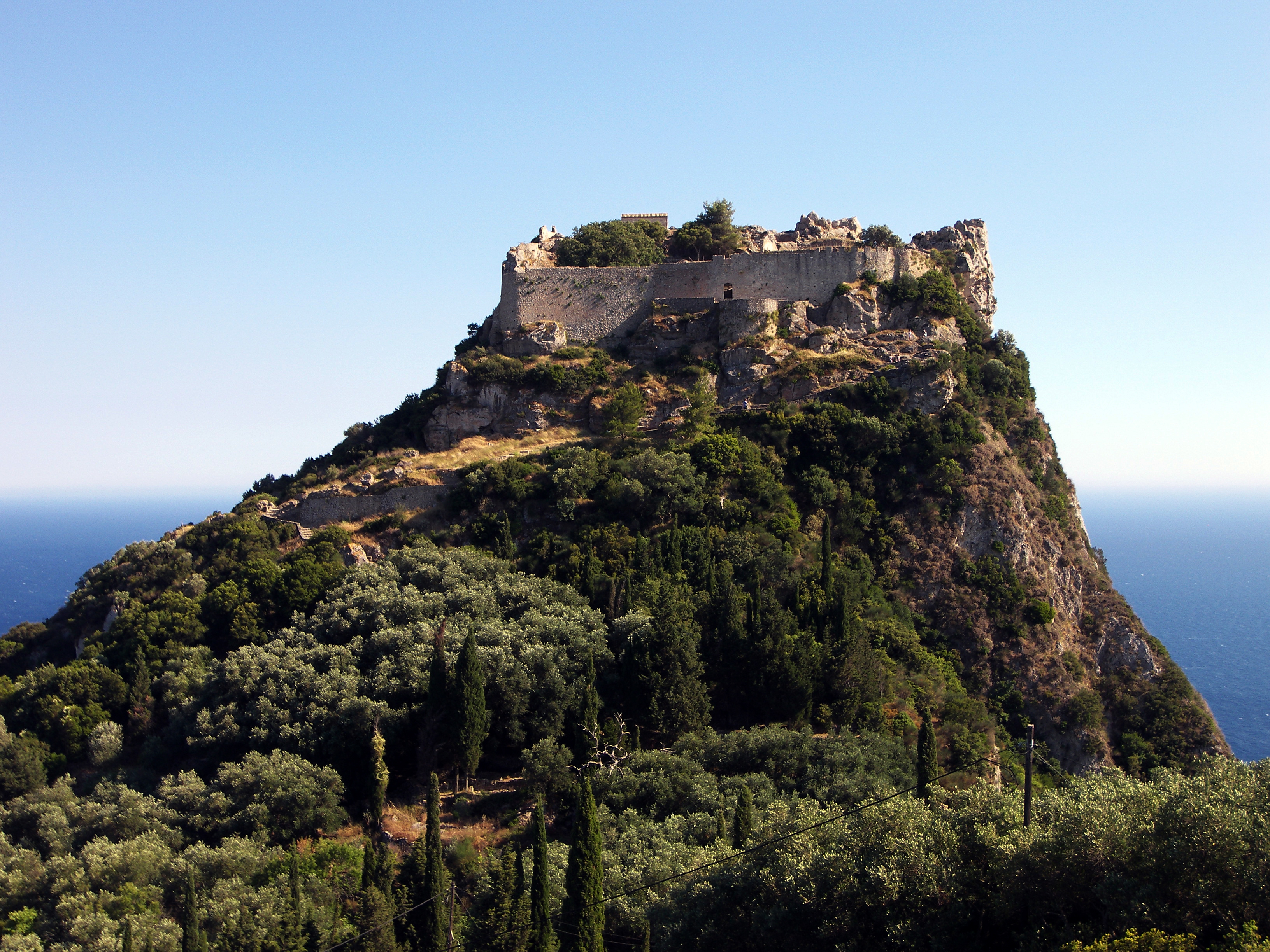
Le château Saint-Ange

Lorsque les Croisés de la Quatrième croisade y firent escale au printemps 1203, les habitants refusèrent de recevoir le prétendant à l'Empire Alexis IV et bombardèrent la flotte vénitienne ; en représailles les Croisés ravagèrent une partie de l'île. Corcyre changea ensuite souvent de mains. Elle connut une domination génoise (1199-1205) avec l'occupation par le pirate Leone Vetrano puis vénitienne (1205-1214), avant de revenir dans le giron grec (1214-1267). Durant la période vénitienne, le doge Pietro Ziani confia en fief héréditaire l'administration de l'île à dix familles de la noblesse vénitienne à condition d'en assurer la défense et de verser la somme de 500 hyperpérions (monnaie d'or byzantine) tous les ans à la Sérenissime. Ce système allait être à nouveau utilisé lorsque Venise reprendrait le contrôle de l'île au XIVe siècle.
Après la chute de Constantinople et la création de l'Empire latin de Constantinople, Michel Ier Doukas avait fondé une principauté en Épire et s'était reconnu vassal de Venise. Il avait même promis à la Sérénissime de l'aider à maintenir l'ordre sur Corcyre, qui ne lui appartenait pas. En fait, il n'avait fait que chercher à gagner du temps, afin de se préparer à reconquérir son autonomie, voire libérer l'Empire de la présence étrangère. Corcyre aurait été reprise en 1214, puisqu'un évêque orthodoxe y fut nommé par Michel. Il entreprit de fortifier l'île, ainsi que ses possessions continentales comme Durazzo. Michel accorda aussi une large autonomie politique à Corcyre qui fut dirigée par un « collège » urbain de trente-deux prêtres, sous le nom de Ιερό Τάγμα (Ieró Tágma, Saint Ordre ou Ordre Sacerdotal), et relayé, hors les murs, d'un ensemble de trente-trois prêtres, petits propriétaires terriens, dénommés Λευθεριώτες (Leftheriótes, hommes libres ou barons). Ce collège subsista jusqu'en 1390 et la domination vénitienne. Théodore Doukas, successeur de Michel, s'empara du royaume de Thessalonique grâce à des troupes venues de Corcyre et d'Épire. Il le perdit face aux Bulgares. Michel II Doukas fixa sa résidence à Corcyre dont il poursuivit la fortification. Le château Saint-Ange (« Angelókastro »), importante forteresse gardant l'Ouest de l'île, daterait de cette période : les archives des Angevins de Naples évoquent en 1272 un Castrum Sancti Angeli.

## Période napolitaine

### Conquête Hohenstaufen
Michel avait épousé Théodora Pétraliphaina, connue comme sainte Théodora d'Arta. De ce mariage naquirent deux filles, Hélène qui épousa Manfred Ier de Sicile et Anne qui épousa Guillaume II de Villehardouin, prince d'Achaïe. Hélène apportait à Manfred en dot Corfou et plusieurs villes côtières : Durazzo, Valona, Himare, Butrinto, Berat. En fait, le souverain normand s'était déjà emparé d'une partie d'entre elles en 1257 ; le mariage ne faisait qu'entériner un fait accompli. Michel, qui avait alors pris le titre de Despote de Corcyre, d'Épire et d'Étolie, décida de marcher avec ses deux gendres sur Constantinople. Il désirait se faire couronner empereur. Il se heurta à Michel VIII Paléologue qui venait de mettre sous sa tutelle le dernier empereur latin Baudouin II et qui ne pouvait laisser le Despote d'Épire s'emparer de Constantinople avant lui. Cependant, les troupes de Manfred et Guillaume durent affronter seules les troupes de l'Empire de Nicée à la bataille de Pélagonia, les troupes grecques commandées par Jean Ier Doukas, fils de Michel II, ayant abandonné le champ avant la bataille. Le prince d'Achaïe fut fait prisonnier lors de cette bataille.
Le roi de Sicile pourvut pacifiquement à l'administration de Corfou et des villes d'Épire, dont il avait légitimé la possession par son mariage avec la fille du despote. Il choisit comme lieutenant pour ses possessions d'Albanie son « amiral » (c'est-à-dire le plus grand officier du royaume de Sicile) Philippe Chinard, comte de Conversano, qui avait vécu dans sa jeunesse au milieu des Grecs. Ce dernier était en effet issu de la chevalerie franque du royaume de Chypre, brève possession de Frédéric II de Hohenstaufen, père de Manfred, et avait suivi celui-ci en Sicile. Le gouverneur résida à Corfou. Son autorité s'étendait sur tous les dignitaires, tant ecclésiastiques que civils et latins que grecs. Il donna l'ordre de démolir le palais de l'archevêque latin de Corfou, parce que cet édifice s'élevait trop près de la citadelle,,.
À Corfou, Philippe Chinard reçut la nouvelle de la bataille de Bénévent du 26 février 1266, qui vit la défaite et la mort Manfred face à Charles d'Anjou, nouveau roi de Sicile. Le coup était pour lui terrible: il pouvait regarder comme perdu son comté de Conversano en Apulie. Désigné par les condamnations pontificales comme l'un des plus dangereux partisans du roi excommunié Manfred, il n'avait rien à attendre d'une soumission à Charles d'Anjou. Alors le gouverneur franc de Corfou, que le chroniqueur byzantin Georges Pachymères devait plus tard désigner comme un personnage illustre et très puissant, offrit à Michel II d'Épire une alliance. Celui-ci lui offrit la main de Maria Petraliphaina, sœur de sa propre femme, ainsi que certaines villes anciennement au pouvoir de Manfred : Berat, Valona et surtout Kanina, château dominant la région de Valona. Cependant Chinard ne profita pas longtemps de ses nouvelles possessions : Michel II organisa son assassinat, et Pachymèdes rapporte que sa veuve se fit apporter sa tête sur un plat d'or,.
Cependant, Charles Ier d'Anjou avait affirmé son intention de reprendre la politique orientale de ses prédécesseurs Hohenstaufen en signant les 24 et 27 mai 1267 les traités de Viterbe avec Guillaume II de Villehardouin (aussi appelé Guillaume d'Achaïe) et avec Baudouin II de Courtenay, l'ancien (et dernier) empereur latin réfugié chez lui,. L'accord avec Guillaume d'Achaïe consiste à fiancer Philippe, fils de Charles d'Anjou, avec Isabelle, fille de Villehardouin ; et d'après ce traité de Viterbe, la principauté d'Achaïe doit revenir à Philippe si Guillaume meurt sans héritier mâle. Concernant Baudouin II, Charles s'engage par le deuxième traité de Viterbe à restaurer celui-ci sur le trône de Constantinople, en échange de la suzeraineté sur l'Achaïe, l'Épire, Corfou, plusieurs îles de la mer Égée, et le tiers des conquêtes à venir – à la seule exclusion de la ville de Constantinople ; cet accord est scellé par le mariage de Béatrice, fille de Charles, avec Philippe de Courtenay, fils de Baudouin. 

La même année, l'île de Corfou est cédée à Charles par le gouverneur de l'île, Garnier l'Aleman. Ce dernier entame ensuite la conquête du littoral albanais, capturant Valone, Kanina et Berat pour le compte de Charles. Corcyre et le despotat d'Épire pouvaient en effet être un premier pas vers la reconquête de Constantinople. Il envoya cent galères et vingt vaisseaux.[Où ?][réf. nécessaire]

### Domination angevine

Le blason des Angevins de Naples et de Sicile

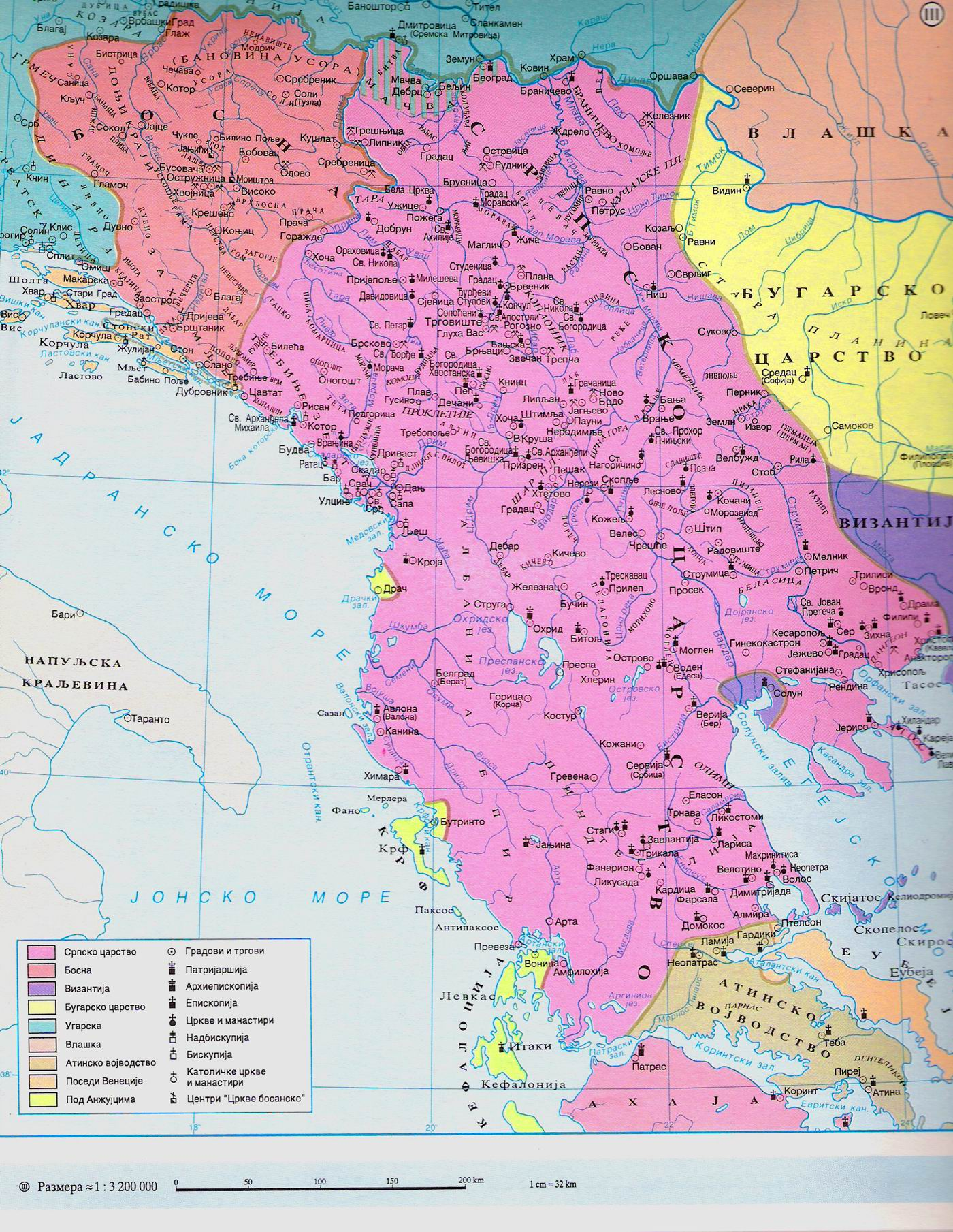
Carte de l'empire d'Étienne Douchan vers 1350, sur laquelle Corfou et les îles Ioniennes sont rattachés au royaume angevin de Naples, ainsi que Vonitza, Butrinto et Durazzo.

Louis d'Anjou, neveu de Charles d'Anjou, s'empara de Corfou, la ville et l'île pour son oncle – ou plutôt, la ville et l'île se rendirent à Louis d'Anjou. Les chroniqueurs médiévaux insistent sur le fait que ce fut la population qui choisit, après une courte résistance, de se soumettre aux Angevins.
Devant la menace d'un assaut grec, les chevaliers francs de Corfou et d'Épire avaient offert la soumission à Charles d'Anjou. Depuis l'assassinat de Philippe Chinard, avec qui ils étaient souvent venus de Chypre, ils s'étaient placés sous la direction de Garnier l'Aleman. Charles reconnut le statu quo par lettre royale des 20 et 23 mars 1267 : Garner l'Aleman reçut le titre de capitaine général et vicaire royal à Corfou, Hugo Chandola celui de châtelain de Corfou, Jacques de Baligny fut seigneur de Valona et Kanina, et Jean de Clary fut chargé de prendre possession des places d'Épire. Seules Berat, où étaient retranchés les fils de Philippe Chinard, et Durazzo, pris entre-temps par Michel II, fermèrent leurs portes. Gazon Chinard, frère de Philippe Chinard, révolté par l'assassinat de celui-ci à Kanina par Michel II, fut chargé par Charles d'Anjou de la reconquête et envoyé à Corfou le 12 janvier 1269 avec le titre de capitaine de l'île.
Après la mort de Michel II Doukas en 1271, Charles négocia avec les notables albanais de Durazzo et des villes voisines, majoritairement catholiques, se présentant comme le champion de l'Église latine. Reconnaissant sa souveraineté, Durazzo lui ouvrit ses portes. Charles put ajouter en février 1272 à ses titres français et italiens celui de roi d'Épire, nommant le 25 février Gazon Chinard vicaire général du nouveau royaume. Celui-ci prit finalement possession de Berat et ramena ses neveux en captivité en Italie au château de Trani, construit par leur oncle Philippe Chinard. Petit à petit, Charles d'Anjou remplaça cependant les anciens fidèles des Hohenstaufen par des hommes neufs jugés plus sûrs. Jacques de Baligny se vit racheter Valona et Kanina en 1273 contre des biens considérables dans le royaume de Sicile. Après la mort de Gautier l'Aleman, son fils Aymé l'Aleman doit céder en octobre 1272 ses châteaux de Corfou à un nouveau vicaire général de l'île, Giordanus de Sancto-Felice. En mai 1273, après un an en fonction, Gazon Chinard est remplacé par Anselin de Chaus comme vicaire général dans le royaume d'Épire.
Charles d'Anjou reçut l'hommage de toute la population de Corfou à qui il accorda, en remerciement, de conserver ses nombreux privilèges. Il organisa cependant une nouvelle forme de gouvernement : un pouvoir illimité était confié à trois « juges ». L'évêque orthodoxe de l'île choisit aussi d'embrasser le rite latin. Ces deux faits mécontentèrent les Corfiotes ; ils restèrent cependant soumis et fidèles aux Angevins. Ainsi, dans la lutte qui opposa les Angevins aux Aragon, Corfou resta dans le camp angevin et résista aux assauts de Jacques II d'Aragon.
La période angevine connut une recrudescence de la piraterie et des brigandages des Albanais, qui prenaient ainsi la succession des Illyriens. Charles le Boîteux utilisa la flotte corfiote contre eux. Il investit son fils Philippe du fief de Corfou (ainsi que de la principauté d'Achaïe). Depuis l'île, celui-ci fit face aux pirates, puis à une coalition d'Aragonais, Génois et Vénitiens. Grâce à la flotte corfiote, il réussit à les repousser, mais aussi à étendre ses possessions. En signe de gratitude, il exempta l'île d'impôts.
Philippe tenta alors de profiter de sa puissance pour aider son frère Robert de Calabre dans sa lutte contre Frédéric II de Sicile. Il fut fait prisonnier en 1299. À sa libération, de retour à Corfou, il poursuivit les travaux de fortifications de l'île et de la ville. Il réorganisa l'administration de l'île et la confia à des Corfiotes, ce qui contribua fortement à sa popularité. Une police fut mise en place. Les gouverneurs des établissements de terre ferme étaient élus par une assemblée générale. La gestion des finances fut confiée à deux trésoriers généraux. L'administration de la justice s'occupait aussi des travaux publics. Trois intendants eurent la charge de la santé. Un contrôle strict de l'administration fut institué.
En 1332, Philippe partagea ses possessions entre ses fils : Philippe reçut Tarente et Robert Corfou, toujours sous la suzeraineté napolitaine. En 1357, Robert partagea l'île en quatre bailliages : Agiri (Agiro), Alechimie (Leukymmé), Medii (Mesara) et Hori (Oros). Il y avait aussi six baronnies. Cependant, les troubles à Naples autour de Jeanne eurent des répercussions à Corfou après la mort de Robert (1364). L'île connut à nouveau la guerre civile. Les Corfiotes décidèrent alors de chasser la garnison et l'administration napolitaines. Ils établirent alors une République.
La république de Venise, de son côté, cherchait à s'assurer le contrôle de l'île à cause de sa position stratégique à la sortie de l'Adriatique. Elle avait d'abord tenté de l'acheter aux Angevins en 1350, sans succès, d'autant plus que Venise s'était alors concentrée sur le contrôle de Ténédos, à la sortie des Dardanelles. De nouvelles négociations avaient débuté dès 1366, avec Philippe qui venait d'hériter de son frère, puis avec Jacques des Baux après 1373 et Charles III de Naples, son suzerain. En parallèle, Venise envoya sur l'île des agents chargés de faire la promotion de la République afin de pousser les Corfiotes à accepter la domination vénitienne. Le consul vénitien devait, en plus de son rôle diplomatique et commercial, établir une liste exhaustive des privilèges dont disposait l'île et l'envoyer au Sénat, afin que la Sérénissime accorde les mêmes avantages dès qu'elle aurait pris possession de Corfou.
Vers 1300, le rite latin fut introduit sur l'île, jusque-là seulement orthodoxe.
Par ailleurs, en 1147 Benjamin de Tudèle ne rencontra qu'un seul juif sur l'île[réf. à confirmer] ; ceci juste avant que Roger II de Sicile (1130-1154) ne la conquière – et, entre autres faits, amène à Corfou des prisonniers juifs venant de Thèbes (juifs Romaniotes), et peut-être aussi de Sicile, pour y développer la sériciculture. Le premier texte biblique complet en grec moderne est une traduction de Jonah du XIIe siècle faite pour les juifs de Corfou. Puis en 1267 Corfou devient une possession angevine (voir plus haut le traité de Viterbe du 27 mai 1267 entre Charles Ier d'Anjou et l'empereur de Constantinople Baudouin II de Courtenay) et ses nouveaux maîtres offrent, comme dans leurs autres domaines, une bonne protection aux juifs.
Au cours du XIVe siècle de nombreux Juifs venus d'Italie du Sud s'installent à Corfou, venant notamment d'Apulie (sud de l'Italie) où ils sont al traités.
La synagogue Scuola greca, seule rescapée des divers bombardements de Corfou au XXe siècle, est maintenant la plus ancienne de Grèce.

## Domination vénitienne

### Barberousse et Lépante
La jeune république corfiote fut de courte durée. Sa position restait attractive et elle n'était plus protégée par aucune puissance. Gênes commença elle aussi à négocier avec Charles III pour en obtenir le contrôle et ne cessait de surenchérir sur les propositions vénitiennes. Jacques des Baux mourut en 1383, Charles III en 1386. Corfou se chercha alors un nouveau protecteur puissant. La population se divisa, une partie jura fidélité à Ladislas, alors âgé de 10 ans, fils de Charles III, une autre préférait Venise, ou Gênes. Enfin, certains se tournèrent vers Francesco da Carrara qui gouvernait Padoue et qui envoya une garnison. Mais, la ville italienne était en guerre contre la république de Venise. L'amiral vénitien Jean Miani se présenta avec son escadre devant l'île qui sut se laisser convaincre. Les Padouans furent assiégés et durent évacuer l'île. Le 9 juin 1386, Corfou passa sous la protection, mais aussi sous la domination vénitienne. Le gouverneur était vénitien et les lois étaient vénitiennes. Corfou devait fournir un contingent fixé par le gouverneur vénitien. Le Conseil de la noblesse corfiote nommait aux emplois administratifs, sous contrôle du gouverneur.

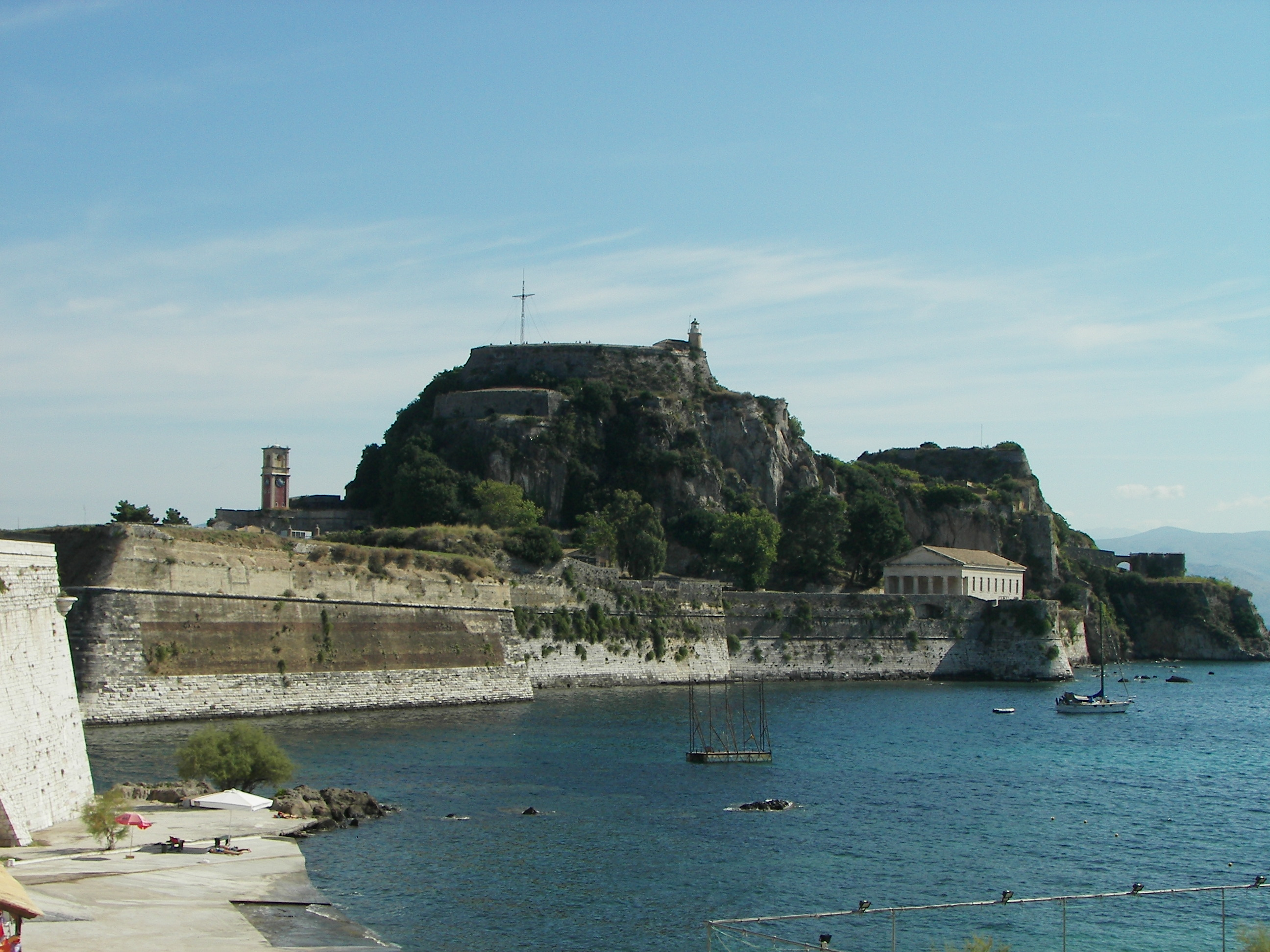
La Vieille-Forteresse.

Rapidement, Corfou eut à faire face à un nouvel ennemi : les Ottomans. Les corfiotes intervinrent à de multiples reprises pour protéger les places-fortes continentales (Butrinto ou Parga par exemple) menacées par Mehmed II dans les années 1450-1460. Les troupes et les galères fournies à Venise permirent à Corfou de voir ses privilèges augmentés : nomination intégralement corfiote des commandants des galères ainsi que des commandants de Butrinto et Parga (1503) et à partir de 1528, les décisions du Conseil de la noblesse ne pouvaient plus être remises en cause que par le Sénat vénitien lui-même.
En 1537, Barberousse mena une nouvelle attaque ottomane sur l'île pour Soliman. Le 25 août, débarquèrent 25 000 hommes et trente canons qui commencèrent à ravager l'île autour de sa capitale. Quatre jours plus tard, un nouveau contingent de 25 000 hommes arriva en renfort. Le pillage se poursuivit. Le siège fut terrible. La ville n'avait pas eu le temps d'être complètement ravitaillée avant que les navires ottomans ne bloquent le port. Soliman s'installa sur le continent en face de l'île pour assister au siège. Toutes les bouches « inutiles » (femmes, enfants, vieillards) furent sacrifiées et chassées hors de murs. La garnison put alors poursuivre sa résistance. Les Ottomans ne purent prendre la ville. Le Château Saint-Ange fut lui aussi attaqué, à quatre reprises, mais, encore mieux fortifié que la ville, il résista. Les Ottomans finirent par renoncer, découragés par le mauvais temps, la disette et les épidémies. Il semblerait aussi que l'impatience de Soliman ait joué un rôle non négligeable dans ce renoncement. Même si, comme le lui affirmait son état-major, la victoire semblait à portée de main, il trouva que le siège prenait trop de temps et ne voulait pas risquer plus de pertes parmi ses janissaires. Le siège fut levé le 7 septembre, mais l'île avait beaucoup souffert. Ses campagnes étaient quasiment dépeuplées (la population de l'île était passée de 40 000 avant la guerre à 19 000 en 1588). La noblesse avait été décimée par les combats. Il fallut faire venir de Venise des semailles et des animaux de labour,.
Ce fut à ce moment-là que fut construite la forteresse symbole de Corfou : la Vieille-Forteresse ou Vieux-Fort (italien : Fortezza Vecchia, grec: Παλαιό Φρούριο/Palaió Froúrio) vers 1550. Elle protégeait la ville du côté de la mer. Elle coûta à Venise 200 000 ducats et compta jusqu'à 700 pièces d'artillerie.

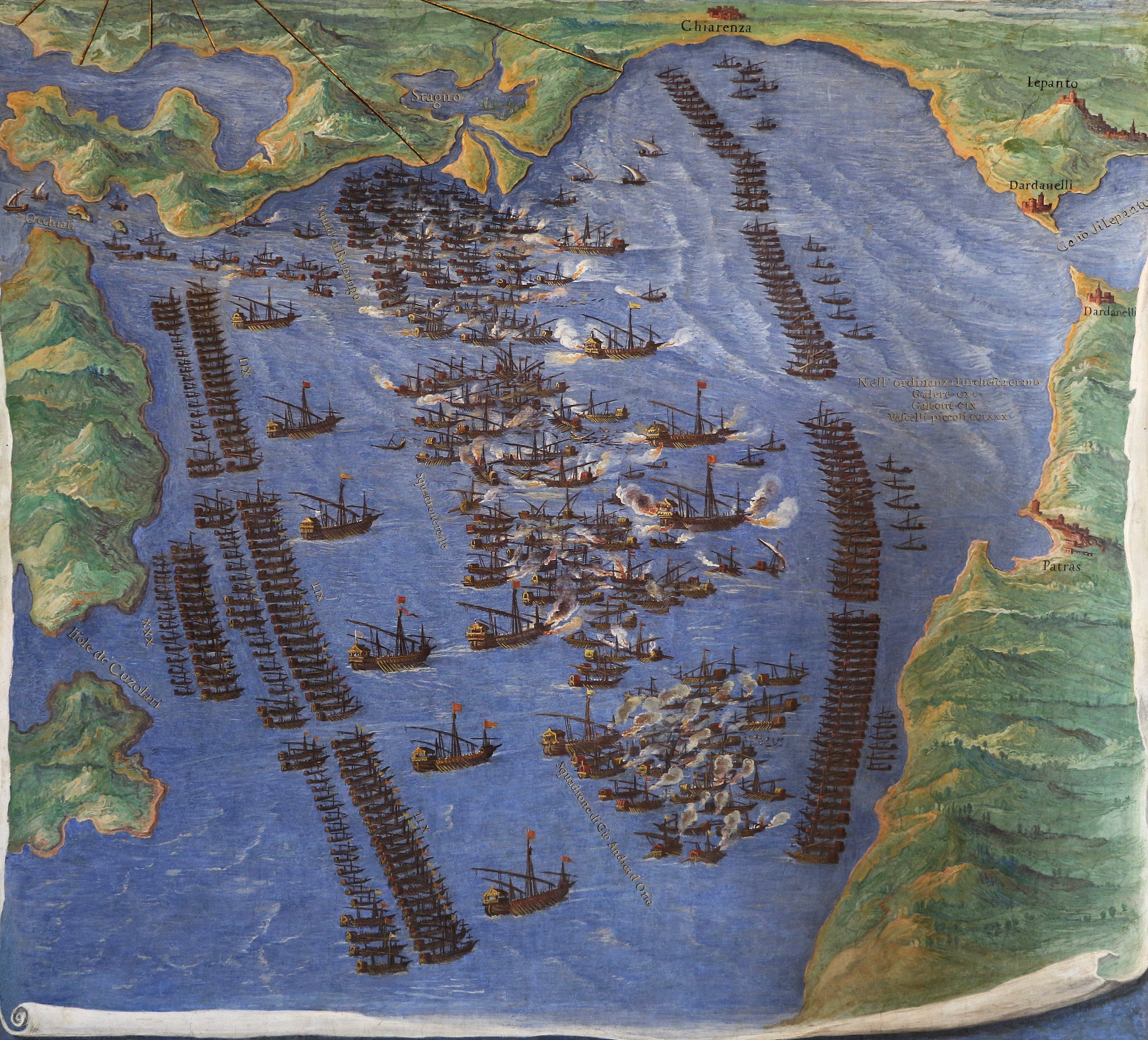
La bataille de Lépante.

Avant la bataille de Lépante (1571), au printemps, la flotte turque n'osant pas s'engager dans l'Adriatique, piège qui pourrait se refermer sur elle, s'attaqua à Corfou. L'île fut évacuée sur ordre de Venise. Les Ottomans débarquèrent et ravagèrent les campagnes : en 1576 encore, lorsque le provéditeur Giustiniano parcourut l'île, il trouva les plaines presque vides. Elles ne produisaient que pour quatre mois de céréales (mais l'île exportait du vin et de l'huile).
Le 16 septembre 1571, ce fut à Corfou que se rassembla la flotte chrétienne commandée par Don Juan d'Autriche. L'île avait fourni des vaisseaux et des équipages.
André Thevet comparait Corfou à Vienne et à Malte. Il disait que ces lieux étaient les remparts de la Chrétienté (allusion par exemple au siège de Vienne de 1529). Venise avait mis en place une organisation stricte de la défense de Corfou. Les gouverneurs des forts et de l'île étaient changés tous les trois ans, afin qu'ils ne puissent pas être achetés par l'ennemi. Ils n'avaient pas le droit d'engager ou de licencier leurs soldats sans l'aval de la République. Les réserves de vivres et de munitions étaient prévues pour trois ans. Le port était en permanence protégé par trois à quatre galères, afin de dissuader les pirates.
Diverses migrations transformèrent la population corfiote aux XVe et XVIe siècles. Dans les années 1430, des Albanais chrétiens, chassés par l'avancée des troupes ottomanes trouvèrent refuge à Corfou. Puis, les chutes de Constantinople en 1453, puis de la Grèce centrale et de la Morée apportèrent de nouveaux réfugiés comme Thomas Paléologue qui y passa en route vers Rome,. En 1540, des Juifs du Sud de l'Italie, chassés par le Vice-Roi de Naples, Don Pedro de Tolède, vinrent s'installer sur l'île.

### Les forteresses duXVIIesiècle
La position stratégique de l'île fit qu'elle devint le lieu de rendez-vous des forces et flottes vénitiennes et de leurs alliés lors des affrontements contre les Ottomans. Les marins et les soldats étaient donc en permanence en très grand nombre sur l'île et dans la ville. Il devenait impossible et insoutenable de continuer à loger les militaires chez l'habitant. De plus, le Conseil de la noblesse porta les réclamations des corfiotes au Sénat vénitien qui les entendit. Il fut décidé de construire des casernes. Une nouvelle attaque, menée par Sirvan Pacha montra la nécessité d'améliorer les fortifications de la ville. Une nouvelle forteresse fut construite : le Fort Neuf, ou Fortezza Nuova juste à côté de la Fortezza Vecchia. Elle protégeait la ville du côté de la terre et des casernes y furent aménagées. Une autre fut installée sur le mont Abraham, là même où Barberousse avait installé son artillerie : le fort Abramo (1577-1578).

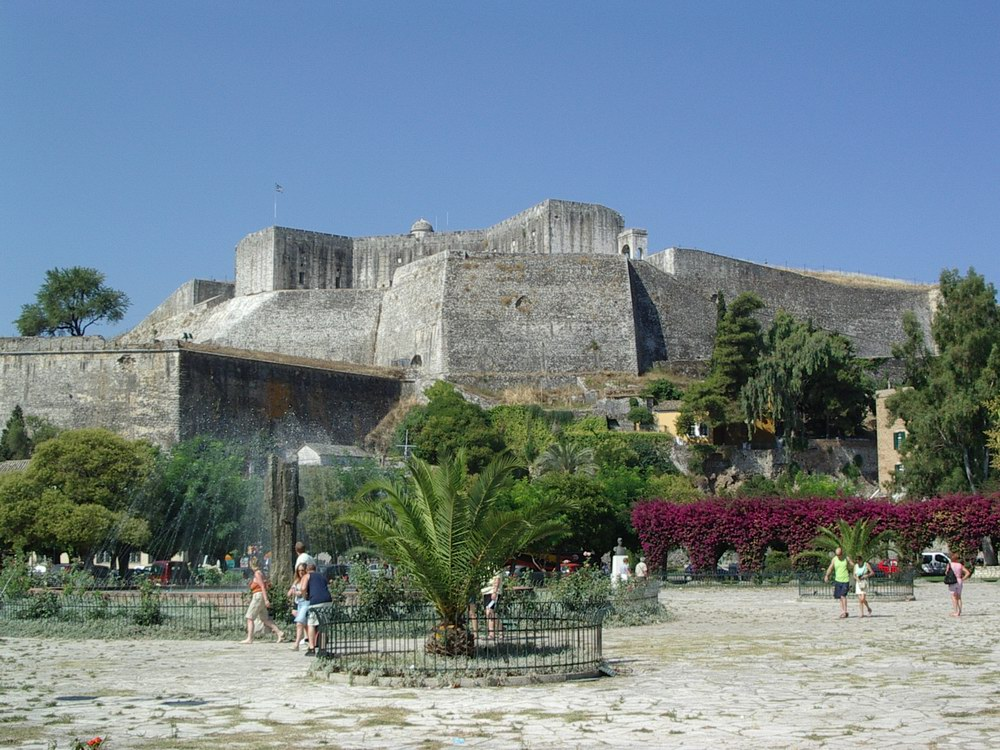
La Nouvelle-Forteresse.

L'administration fut au XVIIe siècle de plus en plus déléguée aux corfiotes. Les insulaires reçurent de Venise l'autorisation de vendre sans contrainte leurs productions. Les intendants de santé de l'île furent autorisés à punir eux-mêmes tous ceux qui contrevenaient aux règlements sanitaires. Des quatre administrateurs du mont-de-piété, un seul était vénitien, le provéditeur général. La noblesse corfiote obtint de nouveaux privilèges, tandis que les Juifs subissaient des rigueurs jusque-là inconnues. En effet, la population juive avait très longtemps été protégée par la république de Venise. Le quartier juif n'était pas un ghetto. Lorsqu'en 1571, les Juifs furent expulsés des possessions vénitiennes, ceux de Corfou ne furent pas concernés. La contribution extraordinaire de 50 000 scudi levée sur les Juifs vénitiens en 1573 ne concerna pas non plus ceux de Corfou. Le traité qui avait placé l'île sous la protection de la Sérénissime en 1386 accordait de nombreux privilèges aux Juifs de l'île. Cependant, la population chrétienne locale ne cessait de protester contre cet état de fait. Elle avait obtenu le port d'un signe distinctif jaune en 1408. Le décret l'instituant fut abrogé en 1423.
Le premier établissement juif médiéval de la ville de Corfou se trouvait dans le Campiello, appelé à l'époque « monticule juif ». Au XVIe siècle, sous la domination vénitienne, cette population fut transférée par décret dans le quartier actuel, appelé « Evraiki », entre les rues Velissariou, Aghias Sofias et Paleologou.
En 1656, le capitaine de l'île tenta de lever une contribution extraordinaire de 10 000 reals sur la population juive de l'île, pour payer les frais de fortification. Le Sénat vénitien l'obligea à rembourser à la fin de l'année. En 1662, les Juifs de Corfou furent obligés de vivre dans un ghetto. Cependant, des Chrétiens vivaient aussi dans ce quartier et les portes n'étaient pas fermées la nuit.
En 1617, l'île fut touchée par la peste. La première réaction fut de trouver un bouc émissaire : un officier fut soupçonné d'être responsable de la contagion. La foule exigea et obtint son exécution. La seconde solution fut le recours au miracle. Les reliques de Saint Spyridon furent promenées en procession. L'épidémie cessa le jour des Rameaux. Depuis, tous les ans, la même procession est reproduite.
Corfou fut, tout au long du XVIIe siècle, un élément important de la lutte contre les Ottomans. Sa situation devint encore plus importante lorsque le Péloponnèse fut conquis par les Turcs au temps d'Ahmet III. Corfou était en première ligne. Sa garnison fut renforcée et confiée au comte de Schulembourg, élève du prince Eugène.

### La paix retrouvée?
Au début du XVIIIe siècle, l'île de Corfou comptait 50 000 habitants.

#### Le siège de 1716

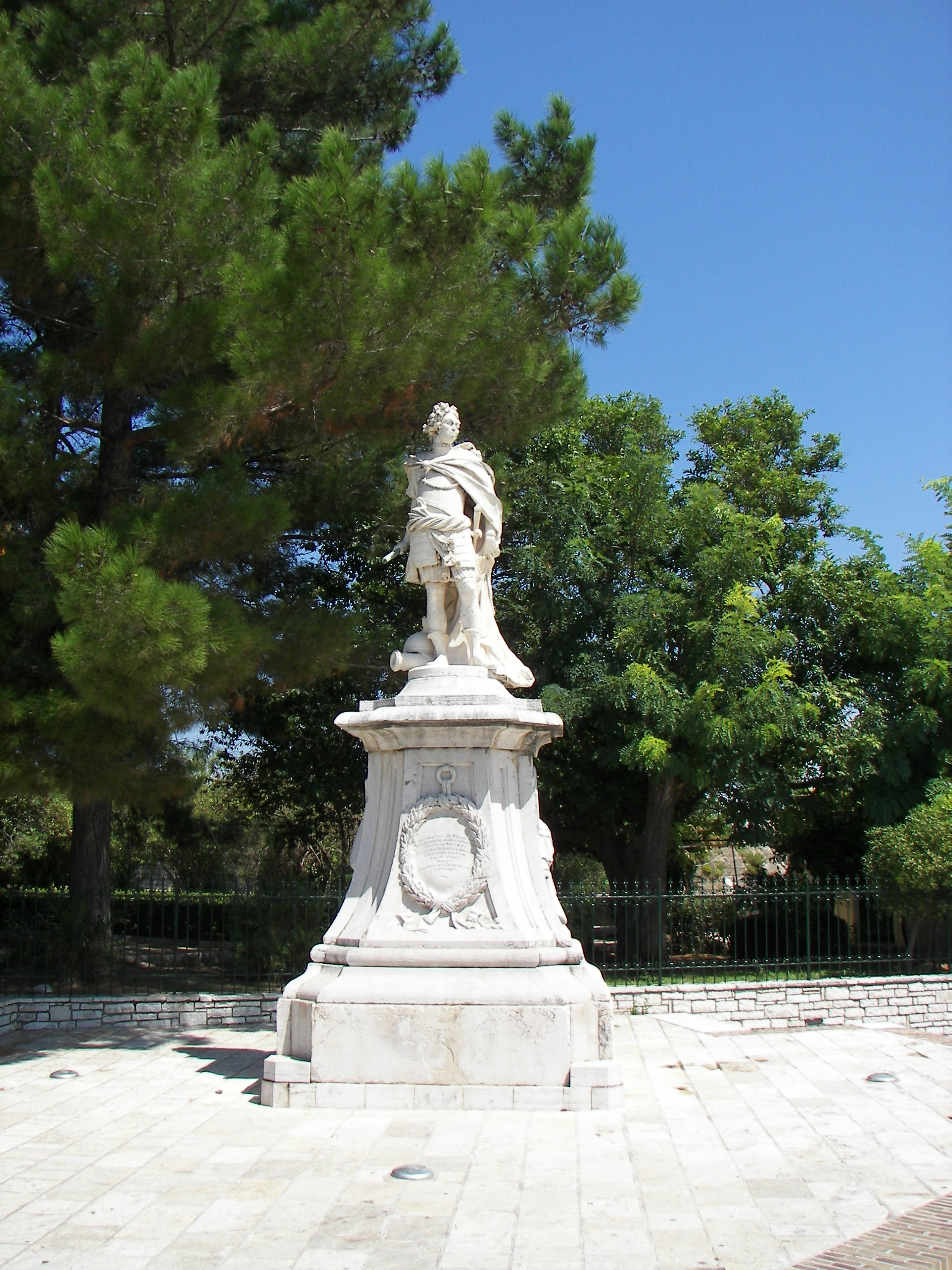
Statue en l'honneur de Schulembourg

La défense de l'île fut renforcée en 1716, avec la création d'un arsenal dans la rade de Govino.
Cependant, le 5 juillet 1716, les navires corfiotes ne purent empêcher le passage de vingt-deux vaisseaux de ligne escortant des transports encore plus nombreux ni le débarquement de 30 000 soldats ottomans. Les collines de la ville, dont le Mont Abraham, pas encore incluses dans les fortifications, furent prises au cours des deux premières semaines. Le Frourion fut assiégé. Il tint pendant vingt jours, malgré les assauts répétés des Turcs. À la mi-août, Schulembourg ordonna une sortie de ses troupes allemandes et « slavonnes » qui firent de nombreux dégâts dans les rangs ottomans. Ceux-ci lancèrent en représailles un assaut de grande envergure contre le fort dans la nuit du 17 au 18 août. Ils réussirent enfin passer les premières fortifications et atteignirent la place d'armes. Le combat se poursuivit pendant six heures. Les assiégés firent alors une sortie qui repoussa les assiégeants. Les Ottomans durent rendre tout ce qu'ils avaient conquis dans la journée. La nuit, une tempête se leva. Elle saccagea le camp ottoman. L'évacuation d'urgence fut alors décidée, d'autant plus qu'une flotte venue d'Espagne au secours de Corfou était annoncée. Les Turcs rembarquèrent le 20 août en abandonnant armes, bagages et canons. Ils avaient perdu 15 000 hommes en 42 jours,. La nouvelle de la défaite de Peterwardein avait aussi porté un coup au moral des assiégeants. Schulembourg fut récompensé par Venise qui lui fit une pension de 8 000 ducats et une statue.
Le traité de Passarowitz de 1718 amena la paix entre Venise et l'Empire ottoman. Cela ramena la tranquillité et la prospérité commerciale à Corfou, pour un temps.

#### L'administration auXVIIIesiècle
L'île resta gouvernée depuis Venise. Les provéditeurs généraux, les commandants de la garnison étaient désignés par la métropole. L'administration locale était dévolue à la noblesse locale. Elle avait le droit de se réunir afin de discuter de la gestion de l'île. Cependant, elle ne pouvait le faire qu'en présence du provéditeur général. Venise craignait le développement de conspirations. L'assemblée de la noblesse élisait le Conseil de Corfou, composé de cent cinquante membres. Le Conseil nommait aux charges locales. Il y avait trois syndics chargés de la police ; du ravitaillement : surveillance, inspection et approvisionnement des magasins de grains et des marchés (vérification des poids et mesures) ; de la justice ordinaire (procès ne dépassant pas dix sequins) ; etc. Ils avaient aussi le droit de siéger aux procès qui pouvaient condamner à la peine de mort et de faire appel. Cependant, ce privilège fut peu utilisé. Les syndics étaient considérés comme les premiers parmi les Corfiotes. Ils venaient juste après les nobles vénitiens.
Le Conseil nommait trois intendants de santé (proveditori alla sanità) qui dirigeaient entre autres le lazaret ; trois juges de première instance ; trois juges de paix ; trois administrateurs du mont-de-piété ; trois inspecteurs des rues ainsi que les gouverneurs de Parga, Paxos et du château Saint-Ange. Toutes ces fonctions n'étaient pas rétribuées.
Les autres îles Ioniennes, aussi sous domination vénitienne étaient liées à Corfou. Ainsi, les nobles de Céphalonie avaient le droit de vote à l'assemblée de la noblesse de Corfou et les nobles corfiotes avaient le droit de vote à l'assemblée de la noblesse de Céphalonie.
L'assemblée de la noblesse élisait aussi, avec l'assemblée du clergé le protopapa, chargé de diriger les popes de l'île, mais aussi de l'ensemble des îles Ioniennes. Il devait appartenir à une famille noble membre du Conseil. Il relevait directement du Patriarche de Constantinople, mais sa nomination était confirmée par le provéditeur. Il disposait de tous les pouvoirs épiscopaux, mais n'en avait pas le titre. Il y avait aussi un archevêque latin à Corfou. L'appartenance aux deux rites était déterminée par les origines sociales et nationales : les fonctionnaires vénitiens étaient catholiques, la masse de la population grecque était orthodoxe. En 1760, l'île comptait 1 171 Juifs.
Cependant, le déclin de Venise, à la fin du XVIIIe siècle entraîna des changements non négligeables à Corfou. L'île, et ses voisines, furent l'une des dernières sources de revenus pour les nobles vénitiens désargentés. La perte d'une partie des États de la Sérénissime avait limité les possibilités de charges. Les places, et leurs revenus, étaient très disputés. Venise n'envoyait plus seulement le provéditeur général, mais de plus en plus les autres administrateurs. L'île était mise en coupe réglée. Il s'agissait de s'enrichir le plus vite possible lors de son mandat. Ce fut peut-être pour cette raison que les assemblées de la noblesse étaient étroitement surveillées par les provéditeurs.
À nouveau, Corfou avait des difficultés avec sa métropole. L'accueil réservé aux Français en 1797 trouve ici une explication.

#### L'économie corfiote à la fin duXVIIIesiècle
L'île ne pouvait plus nourrir sa population. Le vin et les céréales n'étaient plus produits en quantités suffisantes. Le bétail manquait. Il subsistait juste des troupeaux de chèvres. Les seules productions importantes de Corfou étaient l'huile d'olive (250 000 jarres) et le sel.
Venise pratiquait le système de l'exclusif colonial. Dès 1518, la Sérénissime avait exigé des transporteurs au départ de Crète, Nauplie ou Corfou de créer des dépôts dans la métropole, afin d'être sûr que les marchandises seraient amenées à Venise. Huile et sel ne pouvaient être envoyés qu'en métropole. La principale exportation était l'huile (180 000 jarres à peu près pour une valeur de 2 millions de francs). Une taxe était prélevée au départ, en moyenne 16 % de la valeur de l'huile exportée.
Corfou devait importer viande et céréales de l'Empire ottoman, pour une valeur de 1,5 million de francs, taxés à 8 %.
Les taxes commerciales prélevées par Venise s'élevaient en moyenne à un peu plus de 425 000 francs. Les impôts s'élevaient à peu près à 200 000 francs. Corfou rapportait moins qu'elle coûtait à Venise.

## Les protectorats français, russes et britanniques
Les puissances européennes suivaient de près le déclin de l'Empire ottoman. Les îles Ioniennes, appartenant à l'Occident, étaient considérées comme une base idéale pour les actions contre les Turcs. Les Russes avaient fait de Corfou le centre de leurs activités « diplomatiques » en y installant les premiers un représentant, alors que les autres puissances avaient choisi Zante. Le pirate (ou corsaire selon le point de vue) Lambro Cazzoni recrutait ses marins dans les îles Ioniennes, et sur Corfou même, avec l'accord tacite du provéditeur vénitien. Cazzoni opérait sous pavillon russe.

### Les départements français
Lors de la Première Campagne d'Italie, alors que Bonaparte s'apprêtait à marcher sur Vienne, se déclenchèrent les Pâques véronaises (17 avril 1797). Vérone était une possession vénitienne et le massacre fut imputé à la métropole. Les troupes françaises marchèrent sur la Sérenissime. Elles y entrèrent le 12 mai. Dans le même temps, un contingent français partit pour les îles Ioniennes. Les hommes du général Antoine Gentili y débarquèrent le 27 juin. Le traité de Campo Formio les donna à la France le 17 octobre,. L'annexion des îles Ioniennes en 1797, entraîna la création de trois départements français de Grèce : Corcyre, Ithaque et Mer-Égée. Corfou devenait département et retrouvait son nom antique. Les commissaires du gouvernement, nommés par le Directoire, disposaient de l'intégralité du pouvoir : politique, financier et militaire. Les révolutionnaires français chassèrent l'archevêque catholique de l'île, Msgr Fenzi. Les Juifs de l'île, quant à eux, devinrent citoyens, comme leurs coreligionnaires de métropole.
En 1798, le général français Chabot occupait les îles Ioniennes avec une des divisions de l'Armée d'Orient que Bonaparte n'avait pas emmenée avec lui lors de la Campagne d'Égypte. Il disposait de 3 500 hommes répartis sur les différentes îles et sur le continent (ainsi, 500 hommes étaient sur Sainte Maure et 700 près de Nicopolis. Il n'avait sur Corfou qu'un tiers de sa division. Chabot ne pouvait pas compter sur le renfort de l'Armée d'Italie, alors en difficultés. Il avait cependant cru aux assurances que lui avait données Ali Pacha de Janina lorsqu'il s'était rapproché de la France dans le but de se rendre indépendant de l'Empire ottoman.
Cependant, la Russie s'allia avec la Porte et envoya une flotte en Méditerranée. Ali Pacha se fit alors serviteur dévoué du Sultan et obéit aux ordres qui de plus correspondaient à ses ambitions régionales. En octobre 1798, il attaqua les positions françaises en Albanie avec 10 000 hommes. Les soldats français, défaits, furent capturés. Certains purent battre en retraite vers Corfou.
Une escadre turco-russe (dix-huit vaisseaux de ligne, dix frégates et vingt corvettes, bricks et caravelles transportant les troupes de débarquement : 3 000 Russes et quelques milliers d'Albanais et de janissaires) se présenta devant Corfou le 20 novembre 1798. La garnison, composée de 1 900 hommes résista pendant trois mois et demi. Les attaques des assiégeants, qui ne disposaient pas d'artillerie de siège, ne furent pas systématiques, ni régulières, d'où la résistance française. Chabot effectua même huit sorties. La garnison française se rendit le 3 mars 1799. Corfou passa sous le contrôle conjoint de la Russie et de l'Empire ottoman.
Gouverneurs français :

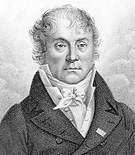
Le Commissaire Arnault

- Antoine Gentili juin à septembre 1797
- Jean Jacques Bernardin Colaud de La Salcette 1797-1798
- Louis François Jean Chabot mars 1798 à mars 1799

Commissaires du gouvernement :
- Antoine-Vincent Arnault, (1766 - 1834) juin à novembre 1797
- Pierre-Jacques Bonhomme de Comeyras[78], mai à septembre 1798
- François-Louis-Esprit Dubois[78], (1758 - 1828) 1798 - 1799

### La période «russe»
Le 21 mars 1800 (2 avril dans le calendrier grégorien), les Russes et l'Empire ottoman, dans le traité de Constantinople, convinrent de créer une « république des Sept-Îles unies ». Le tsar Alexandre Ier devint le protecteur officiel de la jeune république, tandis que le sultan Sélim III en obtint la suzeraineté nominale en échange d'un tribut de 75 000 piastres à verser tous les trois ans. Le 1er novembre(julien)/13 novembre(grégorien) Antonio Maria Kapodistrias, père de Ioannis Kapodistrias et Nikolaos Sigouros reçurent du grand vizir un drapeau et une constitution reconnaissant l'autonomie pour la république. Le Patriarche œcuménique Néophyte bénit le drapeau qui fut ensuite levé à Corfou le 31 décembre 1800 (12 janvier 1801 dans le calendrier grégorien).
En raison de leur importance stratégique, la Russie envoya un corps d'occupation dans les îles qui s'installa à Sainte-Maure. La république des Sept-Îles fut reconnue par la République française, l'Espagne et l'Autriche dans le traité d'Amiens le 25 mars 1802.

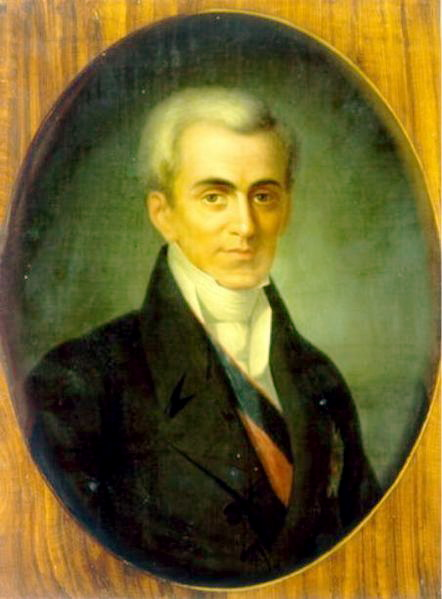
Ioannis Kapodistrias.

Dans les faits, les îles furent autonomes. Le 14 novembre 1803, une nouvelle Constitution est promulguée. Elle réservait tous les pouvoirs à la seule noblesse qui disposait du droit de vote. S'il fallait être noble pour pouvoir voter, il fallait aussi être né sur les îles, d'une union légitime, être chrétien et disposer d'un revenu foncier important (dont la quotité variait selon les îles) ; à défaut d'un revenu foncier, un diplôme universitaire était suffisant. L'exécutif était constitué par un Sénat de douze membres issus de Corfou, Zante et Céphalonie. Il élisait un prince-président. Toute l'administration était aussi aux mains de la noblesse. Le grec devenait langue officielle, après des siècles de domination de l'italien. La religion considérée comme dominante changea aussi : le catholicisme romain fut détrôné par l'orthodoxie grecque. Ioannis Kapodistrias, futur dirigeant de la Grèce indépendante et natif de Corfou, fut un des hommes qui gouvernèrent la République. On lui attribue aussi la constitution de 1803.
En 1806, le Sénat ionien mit au point une nouvelle constitution qu'il n'osa pas faire appliquer. La constitution de 1803 resta en vigueur, mais de plus en plus détestée.
Gouverneurs russes :
- Fedor Fiodorovitx Ushakov (1744 - 1817) 1798 - 1799 (gouverneur militaire)
- Comte Georgios Mocenigo (1762 - 1839) 1802 - 1807 (commissaire résident).

Présidents du Sénat de la République :
- Angelo Orio 1799 - 1800 (provisoire)
- Spiridon Georgios Theotokis (1722 - 1803) 1800 - 1803
- Comte Antoni Komoutos (1748 - 1833) 1803 - 1807.

### Le retour des Français
Napoléon voyait dans les îles Ioniennes un « complément de ses provinces d'Illyrie et la domination de l'Adriatique» et il les considérait comme « plus intéressantes pour nous que toute l'Italie ». Il proposa au Tsar Alexandre Ier son soutien en échange des îles Ioniennes. L'archipel fut cédé à la France lors de la paix de Tilsit en 1807. La convention resta secrète afin de protéger le transport des troupes depuis le sud de l'Italie.
En fait, quatre jours avant la signature du traité, donc le 4 juillet 1807, Joseph, alors roi de Naples, reçut l'ordre de faire traverser le canal d'Otrante à des troupes. Début août 1807, le général César Berthier débarqua à Corfou 4 000 hommes des 5e de ligne italien, 6e de ligne français, deux compagnies d'artillerie, deux compagnies de sapeurs, du ravitaillement et des munitions de Tarente à Corfou,. Les îles Ioniennes reçurent ensuite le renfort du 4e léger. Devenu « Commandant de Corfou », César Berthier s'installa dans la Fortezza Vecchia, dans le bâtiment occupé avant lui par les provéditeurs de Venise, les généraux Gentili et Chabot, puis Mocenigo. Napoléon avait promis que les Sept Îles conserveraient leur indépendance, cependant, le fait que Berthier fît hisser le drapeau tricolore sur la citadelle ne fut pas considéré comme un signe encourageant par la population locale. De plus, cela mécontenta Napoléon, ainsi que toute la politique menée par Berthier.
Rien ne fut changé dans le fonctionnement constitutionnel, administratif ou judiciaire de la République et l'œuvre politique et administrative française sur l'île est due au commissaire impérial Julien Bessières. Si le gouverneur Berthier décidait en dernier ressort, bien souvent, il se contentait se signer les décrets de Bessières.
Les différentes religions de l'île furent reconnues à égalité : orthodoxie, catholicisme ou judaïsme,. Cependant, les Français imposèrent aux îles Ioniennes d'appliquer le blocus continental. D'autres mesures furent mises en place de septembre à novembre 1807 : instauration d'une quarantaine pour éviter la contagion du choléra, de la variole et de la peste, endémiques dans l'Adriatique ; rationalisation des douanes ; création d'un service postal sur l'île de Corfou ; vaccination (avec une forte opposition dans les campagnes de l'île) ; éclairage public (400 lanternes dans la ville de Corfou) ; vente des Biens Nationaux (les propriétés des couvents et églises nationalisées en 1798) ; réforme de l'agriculture (abandon de la monoculture de l'olivier pour une polyculture). En décembre 1807, de nouvelles mesures suivirent : tentative de rédaction d'un code civil harmonisant la législation corfiote par Bessières ; réparation de l'arsenal de Govino ; mise en place d'un papier timbré pour restaurer les finances de l'île ; création de la première industrie de Corfou, le 21 décembre, une fabrique de savon appartenant à Georges Rizzi ; rationalisation des métiers de chirurgiens et pharmaciens (obligation d'avoir un diplôme) ; création d'une imprimerie.
Le gouverneur Berthier dut passer un certain nombre d'accords avec son puissant voisin Ali Pacha. Corfou ne nourrissait pas sa population. Le blocus britannique empêchait un ravitaillement régulier, sauf s'il arrivait de l'Épire voisine, puisque la traversée était très courte. Corfou en importa bœufs et blé. Les klephtes corfiotes, qui étaient gênés dans leurs activités sur l'île par les troupes françaises, opéraient sur le continent et se réfugiaient sur l'île. Berthier s'engagea auprès d'Ali Pacha à lui envoyer les têtes des coupables. Il tint parole.

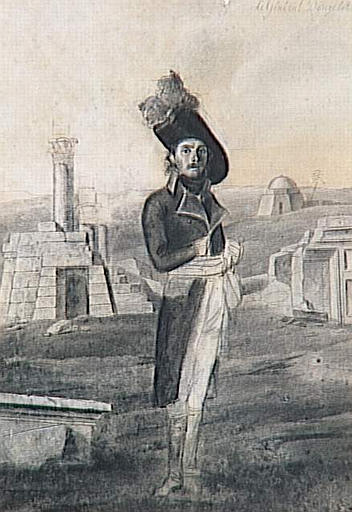
Donzelot lors de la campagne d'Égypte

Berthier intégra dans ses troupes régulières quelques milliers d'Albanais chassés du continent par Ali Pacha,. Le colonel Minot fut chargé de commander ce « régiment albanais » principalement composé de Souliotes, qui avait pour but de défendre les îles parce que l'Empereur s'était engagé à ce qu'aucun « soldat de ligne français, italien ou napolitain » ne le fasse. L'expérience fut un échec, les Albanais plus habitués à la guérilla des montagnes eurent du mal à accepter la discipline militaire. Ils se mutinèrent même à de nombreuses reprises, notamment en octobre 1809, lorsque les Britanniques s'emparèrent des autres îles Ioniennes.
Berthier fut remplacé dès 1808 par celui qui avait été jusque-là son adjoint : François-Xavier Donzelot. En 1810, Mathieu de Lesseps prit le relais de Julien Bessières au poste de commissaire impérial.
De 1809 à 1814, la garnison française de Donzelot résista au blocus britannique et n'évacua l'île qu'après le Traité de Paris, sans capitulation. Cependant, la situation de Corfou se dégrada : les lampadaires (400 en 1807) n'étaient plus que 15 en avril 1814 et le Sénat corfiote décida de les supprimer pour réaliser des économies. Le papier timbré fut à son tour supprimé le mois suivant. De 1807 à 1814, la France avait dépensé 60 millions de Francs à Corfou, principalement dans l'entretien des fortifications.
Le général britannique Campbell demanda la reddition de la ville le 7 mai. Le 19 mai, Donzelot fit reconnaître par le Sénat corfiote Louis XVIII comme nouveau protecteur de l'île ; Lesseps devint alors commissaire général du gouvernement français et non plus commissaire impérial. Le 3 juin, le général de Boulnois, commissaire de Louis XVIII vint annoncer à Donzelot l'arrivée imminente d'une flotte commandée par Cosmao destinée à l'évacuation pacifique des troupes françaises. Le 6 juin, le pavillon royal blanc flottait sur les citadelles. Le 12 juin, les troupes françaises embarquaient. La convention de Paris du 23 avril 1814 n'autorisait à emporter que 39 pièces d'artillerie (une pour 1 000 hommes). Cent trente pièces furent embarquées. Le général Campbell protesta. Donzelot le mit au défi de venir les chercher. Les Britanniques laissèrent faire.
Le 24 juin, le drapeau britannique flottait sur la Fortezza Vecchia.
Gouverneurs généraux français :
- César Berthier (1765 - 1819) août 1807 - 29 mai 1808
- François Xavier, comte de Donzelot 29 mai 1808 - 1814

Président du Sénat de la Province :
- Emmanuel Spiridon Theotokis (1777 - 1837) 1807 - 1815 (après 1812 baron Emmanuel Theotokis)

### La période «britannique»

Le drapeau des îles Ioniennes sous protectorat britannique

En 1809, les Britanniques occupèrent les îles Ioniennes, à l'exception de Corfou, défendue par le général Donzelot jusqu'en 1814, date à laquelle le traité de Paris plaça toutes les îles Ioniennes sous protectorat britannique. En 1819, le Sultan Mahmoud II reconnut ce protectorat en échange de la restitution de Parga.
Cependant, alors que le Sénat ionien espérait que le Congrès de Vienne rendrait à la République sa liberté, celle-ci fut confiée aux Britanniques qui y exercèrent une étroite surveillance. Le général Campbell, premier représentant britannique dans les îles après le Congrès de Vienne annonça que la Couronne ne reconnaissait pas l'existence d'un peuple ionien libre et mit en place des tribunaux militaires pour étouffer toute opposition. Son successeur, Sir Thomas Maitland fut nommé « Lord High Commissionner » (« Lord Haut Commissaire », on dit plus souvent tout simplement « Gouverneur », en Katharévousa : « ἄρμοστις ») et décida la dissolution du Sénat ionien.
Il fit adopter une constitution de la république des Îles Ioniennes par une Assemblée constituante ionienne en décembre 1817. Un Sénat (Gérousia) de six membres et une Assemblée (Boulè) de quarante-deux députés gouvernaient la République, mais toutes leurs décisions étaient soumises au Gouverneur britannique qui disposait du droit de veto (d'où le surnom d'« Avorteur » donné à Maitland par les Grecs). Le Sénat était élu par les députés de l'Assemblée, mais son président était nommé par le Gouverneur. L'Assemblée était aristocratique et élue par les différentes îles en fonction de leur population. Le Gouverneur était chargé des Affaires étrangères, de la police et de la santé publique. Il résidait à Corfou. Sa résidence fut construite dès 1816. Elle devint ensuite le « palais royal ».
La constitution ne reconnaissait comme religions officielles que les rites orthodoxe ou anglican dont les cultes pourraient être publics. Les autres religions étaient tolérées et protégées. Les massacres de Juifs du Péloponnèse lors de la guerre d'indépendance grecque amenèrent sur Corfou une grande quantité de Juifs réfugiés.
Les Britanniques, les gouverneurs successifs principalement, ne furent pas très populaires dans les îles. Ainsi, Sir Thomas Maitland (1815-1824) fut surnommé « King Tom » par les Britanniques eux-mêmes. Les Grecs, quant à eux, l'appelèrent « L'Avorteur » à cause de son attitude lors de la guerre d'indépendance grecque. Il décida en effet la neutralité des îles lors du conflit, mais fit emprisonner les patriotes grecs et ordonna même l'exécution de certains d'entre eux. Son successeur Sir Frederick Adam (1824-1835) se rendit impopulaire à cause de ses dépenses somptuaires. Alors qu'il avait épousé une Corfiote et qu'il encourageait les arts (il soutint le poète zantiote Dionýsios Solomós par exemple), on lui reprochait d'avoir presque mené la République à la faillite. Sir Howard Douglas (1835-1841) fut l'un des moins impopulaires, grâce à son action en faveur de l'économie locale et parce qu'il obligea ses fonctionnaires à apprendre le grec moderne.
Cependant, Sir Howard Douglas institua dans les îles Ioniennes une mesure de reconnaissance de la noblesse de certaines familles qui fut considérée comme vexatoire. De nombreuses familles avaient été inscrites sur le Libro d'Oro lors de la période vénitienne. Les Britanniques n'en reconnurent qu'une petite partie : trente-deux seulement sur Corfou dont les Capodistrias.
La modernisation des îles (routes, ponts, écoles, université, hôpitaux, développement du commerce et de l'industrie) date de la période britannique. Un collège, un lycée et une bibliothèque furent construits sur Corfou. Lord Guilford fit ouvrir l'Académie ionienne le 29 mai 1824. Sir Howard Douglas permit la mise en place de la Banque ionienne (en) (qui existe encore de nos jours) afin d'encourager les prêts aux agriculteurs locaux. Le système judiciaire ionien fut copié sur le système britannique. Les impôts directs disparurent presque totalement, remplacés par des taxes sur les importations et les exportations.

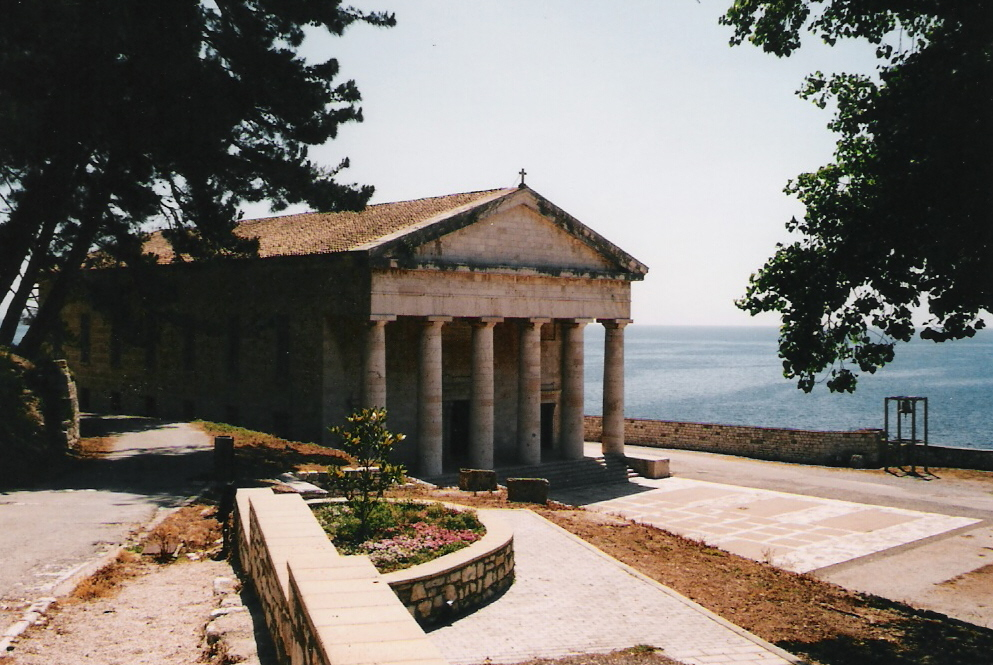
L'église Saint Georges construite par les Britanniques dans la Fortezza Vecchia

Une première tentative britannique d'autonomisation de la république des Îles ioniennes eut lieu sous le mandat de Lord Seaton (1843-1848). Il pensait que les îles pouvaient être rattachées au Royaume grec. Il encouragea le développement de la vie politique : il accorda la liberté de la presse et organisa des élections libres. Ses libertés ne convinrent à personne : le parti pro-britannique lui reprocha d'accorder trop de pouvoir aux Grecs ; le parti grec trouvait ses mesures insuffisantes et continua de considérer les Britanniques comme des oppresseurs. L'opposition grecque fut menée par Andrea Mustoxidi.
Les événements de 1848 touchèrent les îles Ioniennes. Les radicaux, ou « Rhisospastes », menés par Vlacco et Nodaro cherchèrent à secouer le joug britannique. Le gouverneur Sir Henry Ward décréta l'état d'urgence et réprima tous les mouvements. Cependant, pour éviter tout renouvellement de ce phénomène, la constitution de 1817 fut modifiée en 1851 afin d'accorder plus de pouvoirs aux institutions locales.
La tâche n'est malgré tout pas aisée pour les gouverneurs suivants, quelles que soient leurs qualités (Gladstone, futur Premier ministre est gouverneur des îles quelques mois en 1858). Le dernier gouverneur, Sir Henry Storks, fut aussi impopulaire et aussi dictatorial que « King Tom ».
Les gouverneurs britanniques :
- Sir James Campbell 1814 - 1816

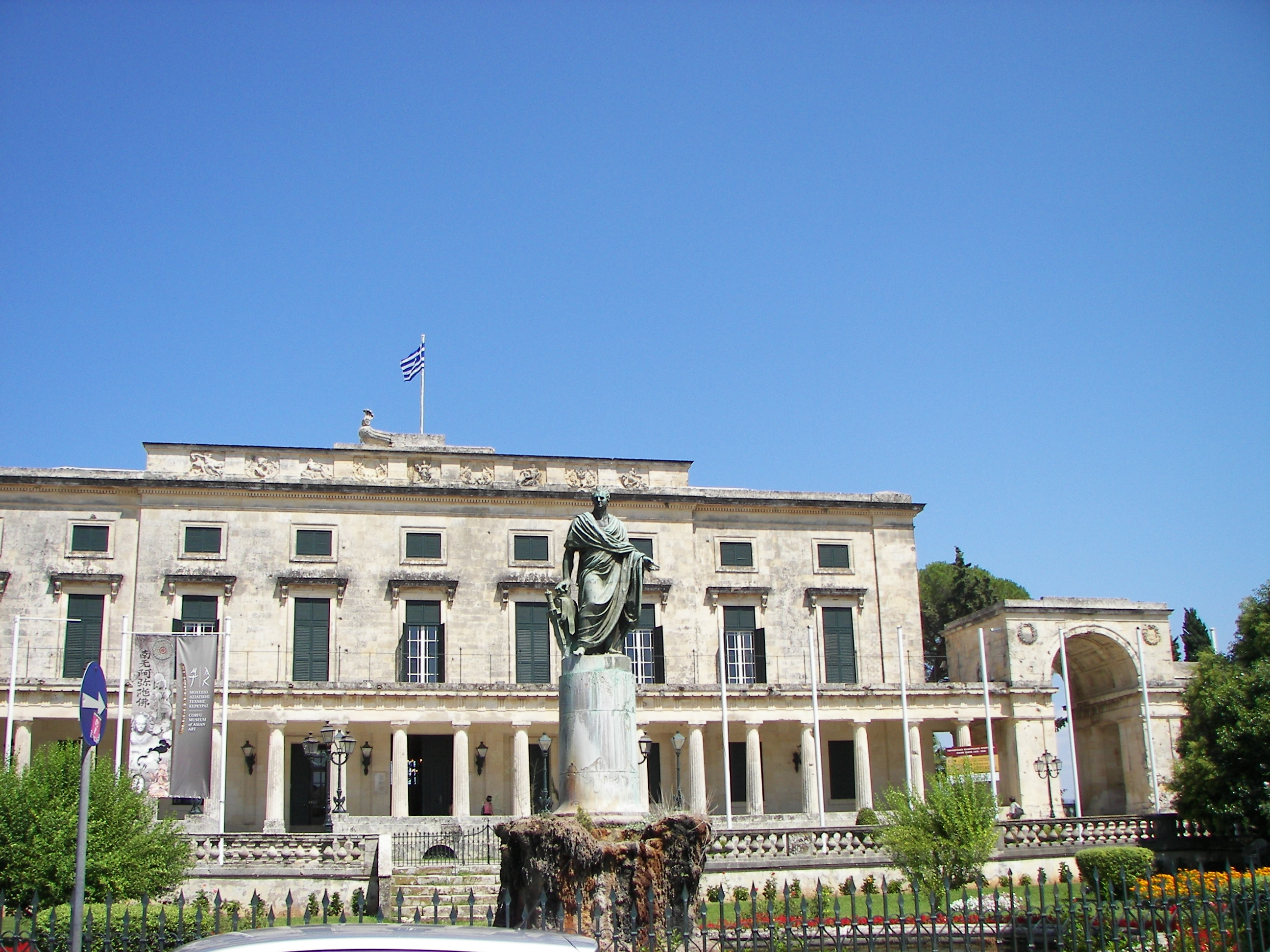
Le palais des gouverneurs britanniques.

- Sir Thomas Maitland (1759 - 1824) 1815 - 1823
- Sir Frederick Adam (1781 - 1853) 1823 - 1832
- Sir Alexander George Woodford (1782 - 1870) 1832 - 1832
- George Nugent Grenville, baron Nugent de Carlanstown (1788 - 1850) 1832 - 1835
- Howard Douglas (1776 - 1861) 1835 - 1840
- James Alexander Stewart-Mackenzie (1784 - 1843) 1840 - 1843
- John Colborne, baron Seaton (1778 - 1863) 1843 - 1849
- Sir Henry George Ward (1797 - 1860) 1849 - 1855
- Sir John Young (1807 - 1876) 1855 - 1859
- William Ewart Gladstone (1809 - 1898) 1859 - 1859
- Sir Henry Knight Storks (1811 - 1874) 1859 - 1863
- Comte Dimitrios Nikolaou Karousos, président du parlement (1799 - 1873) 1863 - 1864.

## Corfou dans la Grèce desXIXeetXXesiècles

### Le retour à la Grèce

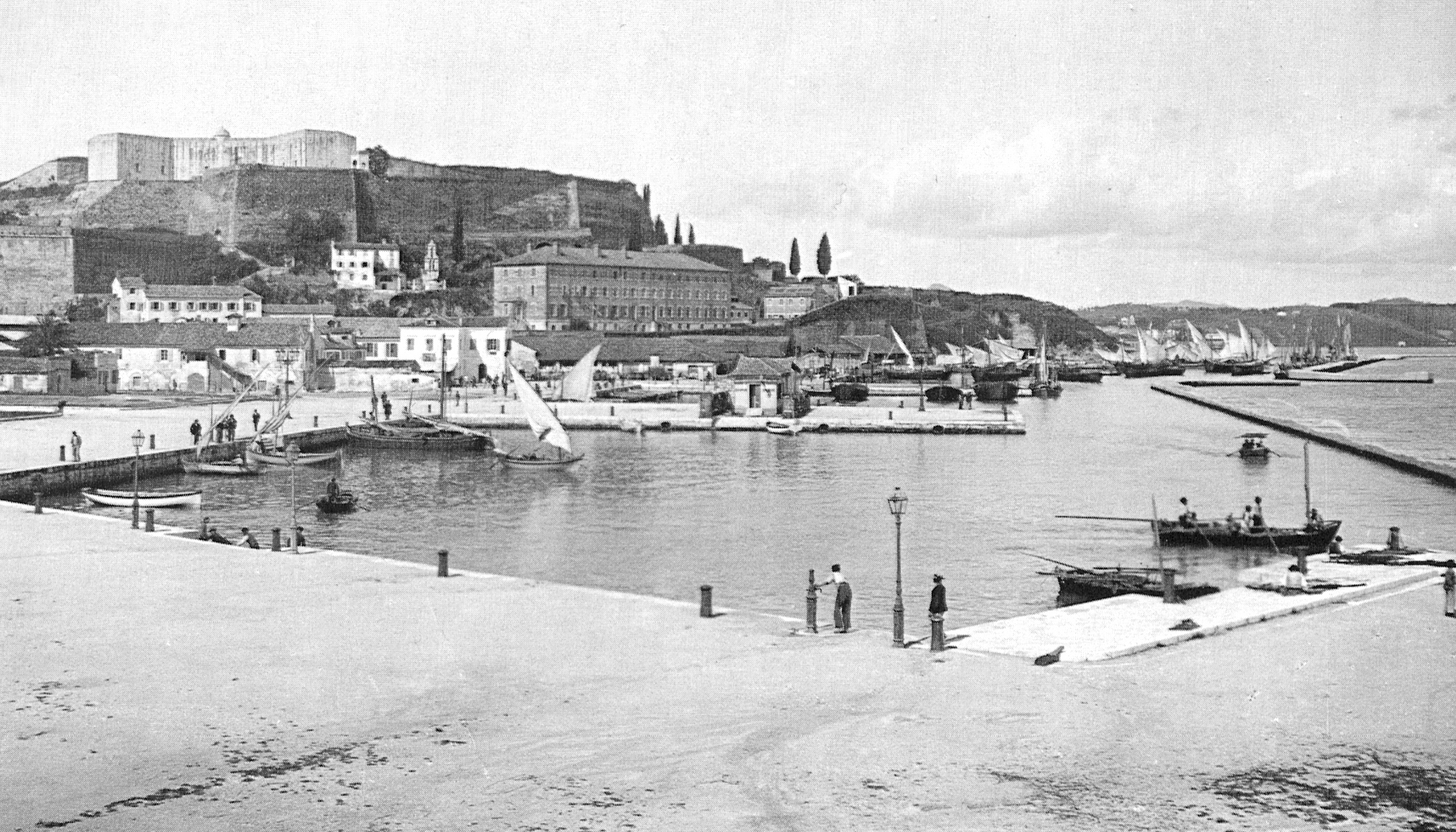
Le port de la ville de Corfou en 1890.

En 1864, le Royaume-Uni se retira de l'archipel, et le 21 mai celui-ci fut rattaché à la Grèce. Cette rétrocession fut plus ou moins un cadeau britannique pour le couronnement du nouveau roi de Grèce Georges Ier et pour apaiser la colère grecque. En effet, lors d'un référendum, les Grecs avaient choisi comme souverain le second fils de la reine du Royaume-Uni Victoria, le prince Alfred, qui reçut 230 016 voix sur 244 202 suffrages exprimés. Le futur Georges Ier n'avait, quant à lui, recueilli que 6 voix. La restitution des îles Ioniennes, parmi lesquelles Corfou, fut donc un geste de bonne volonté.
Cependant, si la Grande-Bretagne consentait à se séparer de la plupart des îles Ioniennes sans difficultés, ce n'était pas le cas pour Corfou. Le Foreign Secretary 
 britannique, Lord John Russell, déclara qu'en raison de l'intérêt militaire et maritime que représentait Corfou, le Royaume-Uni souhaitait en conserver la possession. C'est l'opposition des autres puissances européennes qui l'en empêcha. Ainsi, le 14 novembre 1863, un traité de Londres fut signé par la Grande-Bretagne, la France, l'Autriche, la Prusse et la Russie (en fait les pays signataires du traité de Paris qui, en 1814, donnait les îles au Royaume-Uni). Ce traité stipulait la neutralité perpétuelle de Corfou, ainsi que l'interdiction d'y faire stationner des troupes en grand nombre, pour quelque raison que ce fût (sauf pour assurer la police). Enfin, les fortifications de l'île devaient aussi être démantelées. Sur ce dernier aspect, étant donné la taille de ces ouvrages, le traité fut difficile à appliquer : toutes les fortifications et pièces d'artillerie tournées vers la mer (Fortezza Nuova, Fort Abraham et sur l'île de Vído) furent détruites à coup d'explosifs, mais les fortifications « de terre » existent toujours aujourd'hui.

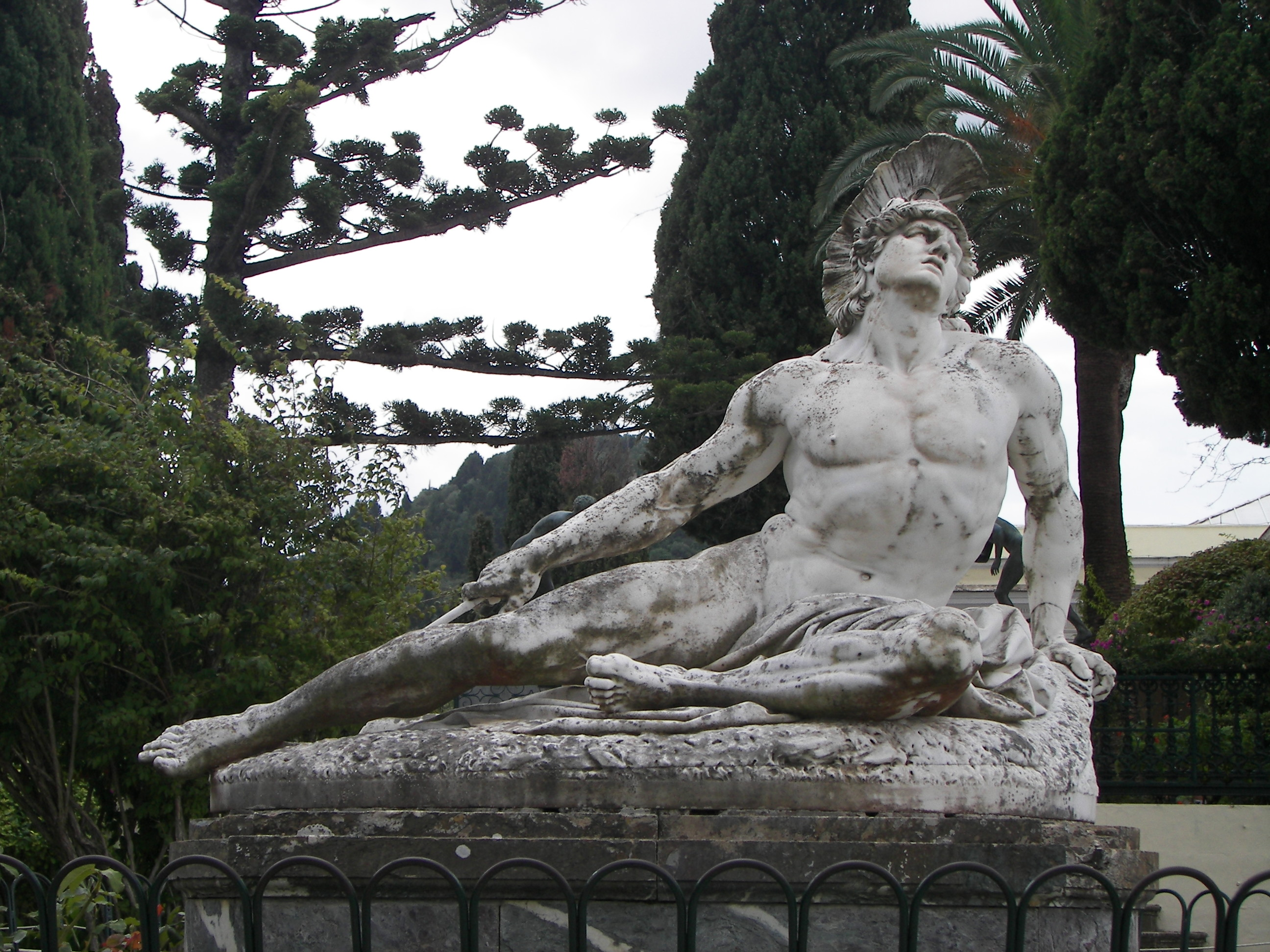
Statue d'Achille à la résidence de l'impératrice Élisabeth d'Autriche.

Une fois rattachée à la Grèce, Corfou devint un lieu de villégiature royale privilégié. Le départ des Britanniques permit en effet à Georges Ier d'y acquérir à la fois l'ancien palais des gouverneurs et la résidence d'été de ceux-ci, la villa de Mon Repos. Plusieurs membres de la famille royale hellène virent ainsi le jour dans l'île (le prince Georges en 1869, la princesse Alexandra en 1870 et le futur duc d'Édimbourg en 1921) et l'une des filles de Georges Ier, la princesse Marie, y épousa le grand-duc Georges Mikhaïlovitch de Russie en 1900. La maison d'Oldenbourg n'était cependant pas la seule à apprécier Corfou. Dans les années 1880 et 1890, l'impératrice Élisabeth d'Autriche s'y rendit régulièrement et la souveraine y fit construire une villa, l'Achilleion. À la mort de l'impératrice en 1898, la résidence fut abandonnée et c'est seulement en 1907 qu'un nouveau résident princier s'y établit : entre 1908 et 1914, le kaiser Guillaume II d'Allemagne passa ainsi chaque printemps dans la villa.
Dans l'ensemble de la Grèce, les Juifs disposaient, à la fin du XIXe siècle, de tous les droits et devoirs civiques et politiques, comme n'importe quel autre citoyen. La constitution du pays ne faisait, en effet, pas de différence entre les religions. Cette situation était due à l'histoire particulière de Corfou. Les privilèges et libertés des Juifs corfiotes furent étendus à l'ensemble des Juifs de Grèce lors de la rétrocession des îles Ioniennes. Le Sénat ionien s'en était assuré, à la suggestion d'Adolphe Crémieux, alors président de l'Alliance israélite universelle.
Malgré tout, l'animosité de la population chrétienne locale ne disparut pas. En 1891, des émeutes antisémites eurent lieu pour s'opposer à la participation des Juifs aux élections. Une jeune fille juive, Rubina Sarda, périt dans les événements. La rumeur se répandit alors qu'un crime rituel avait été commis. Une partie de la population juive préféra quitter l'île, pour Salonique principalement, les territoires ottomans étant plus accueillants. C'est à la suite de ces évènements que la famille d'Albert Cohen s'établit à Marseille.
En 1911, un recensement donnait pour l'île 95 451 habitants.
Plus précisément :
- Population de la ville de Corfou : 27 397, dont 4 000 catholiques, 2 700 juifs et 1 400 Maltais
- Garitsa (faubourg de la ville de Corfou) 2 411
- Anemomylos (faubourg de la ville de Corfou) 681
- Stratia (faubourg de la ville de Corfou) 274
- San Rocco (faubourg de la ville de Corfou) 2 551
- Dans le reste de l'île :
  - Analipsis 153
  - Kondokali 261
  - Govino 244
  - Hypso 50
  - Spartillas 783
  - Skripéro 953
  - Pellékas 825
  - Santi-Déka (Haghii Déka) 889
  - Gastouri 1 181
  - Benizza 344

Les départs de Juifs se poursuivirent, en 1928, la communauté juive de Corfou comptait 1 820 personnes.

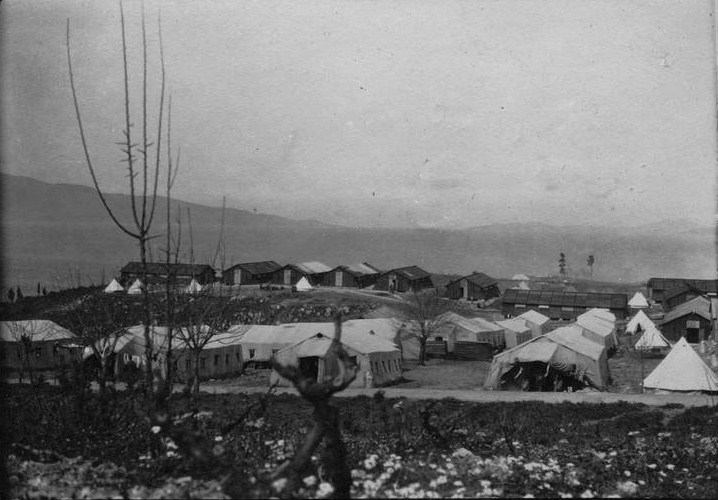
Hôpital des Alliés sur l'île de Vído, début 1916.

### La Première Guerre mondiale
En 1915-1916, Corfou accueillit les survivants de l'armée serbe vaincue lors de la campagne de Serbie.
En décembre 1915 et en janvier 1916, la retraite de 200 000 soldats et civils serbes après les défaites de l'armée face à l'Autriche-Hongrie et la Bulgarie se fit à travers l'Albanie jusqu'à Durrës. De là, les survivants (20 000 étaient morts en chemin) s'embarquèrent. Une partie gagna Brindisi en Italie, une autre rejoignit directement le corps expéditionnaire franco-britannique à Salonique, mais la majeure partie, principalement les blessés et les malades (le typhus avait touché les troupes serbes sur le front) se retrouva sur Corfou. L'île, qui disposait d'un statut de neutralité perpétuelle depuis le traité de Londres du 14 novembre 1863, constituait en effet un refuge pour ces soldats en déroute. Ils furent installés dans la baie de la capitale de l'île, sur le petit îlot de Vído, qui fut bientôt surnommé « l'île de la mort ».

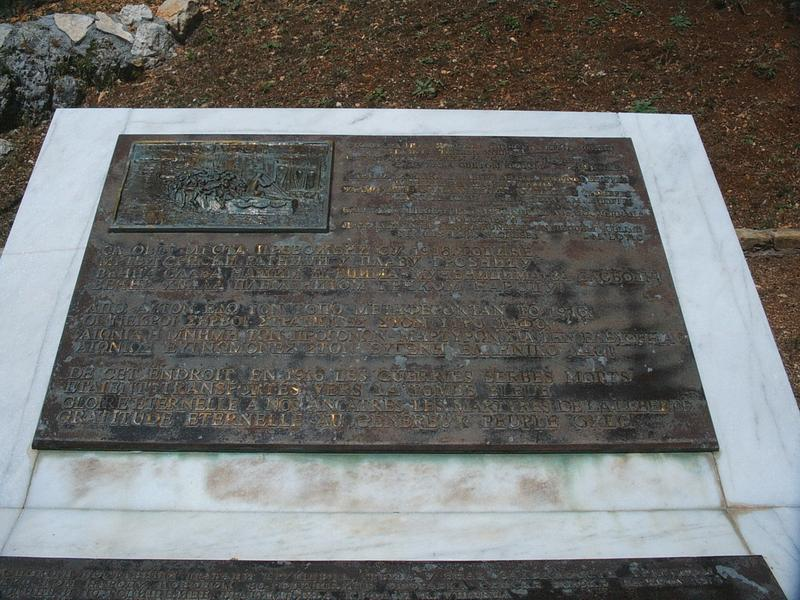
Monument aux soldats serbes.

Le 12 janvier 1916, des troupes françaises s'installèrent sur l'île, afin de sécuriser le séjour des alliés serbes. La présence française ne contrevenait pas au traité de Londres de 1863, car, par de subtiles distinctions de droit international, la France ne comptait pas y rester trop longtemps et ne le faisait que pour « des raisons de sécurité ». Les soldats français prirent leurs quartiers dans la Fortezza Nova, toujours pas démantelée malgré le traité de 1863, avec l'accord des autorités grecques. Par contre, celles-ci protestèrent contre la présence des réfugiés serbes. Très vite, la France dut envoyer ravitaillement et charbon sur l'île, ainsi que le demanda expressément son agent diplomatique le 14 janvier. Les soldats français prirent cependant bien garde de ne pas faire de l'Achilleion, alors propriété de l'empereur Guillaume II, leur quartier-général afin de ne pas trop mécontenter l'Allemagne.

### Le bombardement italien
En août 1923, Mussolini utilisa le prétexte de l'assassinat à Ioannina du général Tellini et de deux autres diplomates italiens, président et membres de la Commission chargée de fixer la frontière entre l'Albanie et la Grèce. L'« Albanie du Sud » ou « Épire du nord » constituait la pierre d'achoppement des négociations. Les Grecs désiraient intégrer l'« Épire du Nord » à leur territoire, tandis que l'Albanie désirait conserver l'« Albanie du sud ». Les Italiens étaient eux aussi intéressés au problème, en particulier à cause du contrôle de l'Adriatique. Ils ne désiraient pas qu'un même pays occupât cette région disputée et Corfou. La situation géostratégique de l'île était encore en cause. Il s'agissait d'un double échange : « Albanie du Sud » à l'Albanie et Corfou à la Grèce ou « Épire du nord » à la Grèce et Corfou à l'Italie. Les puissances mondiales ne désiraient pas que Corfou passât à l'Italie mussolinienne qui la réclamait par nationalisme,,.
Il semblerait que l'incident à Ioannina n'ait été que crapuleux. Des bandits albanais sans motivation politique furent soupçonnés. La commission d'enquête internationale jugea que la Grèce avait fait tout son possible pour arrêter les coupables qui ne furent cependant jamais retrouvés. Mais le Duce en profita pour tenter de s'emparer de Corfou. L'Italie bombarda l'île et l'occupa militairement (ainsi que Paxos, Antipaxos, Érikoussa et Mathraki) du 31 août 1923 jusqu'au 27 septembre et le paiement par la Grèce d'une indemnité de 50 millions de lires (un peu plus de 2 millions de dollars de 1924). Cette occupation contrevenait au Traité de Londres du 14 novembre 1863, car l'Italie n'avait pas fait partie de ses signataires et ne pouvait donc évoquer les « raisons de sécurité » qui avaient fonctionné pour la France en 1917. Alors qu'en parallèle se déroulait l'occupation de la Ruhr par les troupes françaises, cet incident fut un des premiers grands tests de la Société des Nations. L'Italie obtint le paiement de l'indemnité financière qui fut exigée de la Grèce par la SdN. L'organisation internationale commençait déjà à se discréditer, bien avant les années 1930.
Corfou devint alors une « région frontière spécifique » de 1924 à 1961.

### La Seconde Guerre mondiale

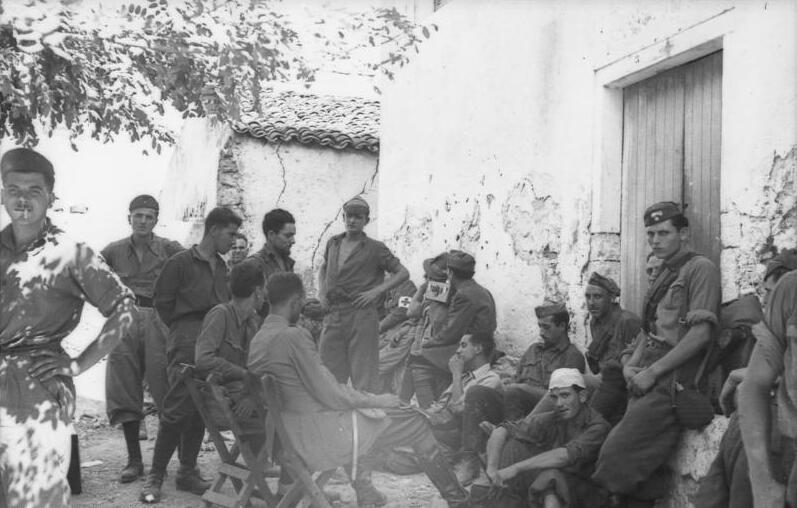
Des soldats italiens occupant Corfou pendant la Seconde Guerre mondiale.

#### L'occupation italienne
Après la réponse « Όχι » de Ioánnis Metaxás à l'ultimatum de Mussolini, le 28 octobre 1940, l'Italie attaqua la Grèce. Corfou subit alors un certain nombre de bombardements aériens : 1er, 2 et 11 novembre. La plupart des combats se déroulèrent ensuite en Épire et en Albanie, sur le continent en face de Corfou.
Le 6 avril 1941, l'Allemagne nazie vint au secours de son allié italien en mauvaise posture face aux Grecs.
L'île fut occupée par les Italiens de 1941 à 1943. La capitulation italienne face aux alliés le 1er septembre 1943 eut des conséquences importantes pour Corfou. Les soldats italiens se rallièrent au gouvernement Badoglio. Les Allemands décidèrent alors de les désarmer. L'île fut alors bombardée et conquise par l'Allemagne nazie entre le 13 et le 23 septembre 1943. Les combats furent sanglants entre les partisans grecs aidés des soldats italiens passés de leur côté et les troupes allemandes. Les bombardements britanno-américains à la fin du conflit aggravèrent la situation. Un quart de la ville fut ainsi détruit, dont le Parlement ionien, le théâtre municipal, la bibliothèque et ses 70 000 volumes ainsi que quatorze églises et leurs fresques de l'école ionienne.

#### La déportation des Juifs de Corfou
Les Juifs de Corfou subirent les conséquences de l'occupation nazie. Des lois antisémites furent promulguées par le maire collaborateur, M. Kollas. Le 9 juin 1944, les Alliés bombardèrent massivement Corfou, pour détourner l'attention du débarquement en Normandie. Le lendemain, le maire de la ville de Corfou, mais aussi le chef de la police et le préfet firent afficher une proclamation annonçant l'arrestation des Juifs de l'île et le « juste retour de l'économie de l'île dans les mains de ses citoyens chrétiens ». Les 2 000 Juifs de l'île furent regroupés dans la Fortezza Vecchia. Les Grecs réussirent à cacher 200 d'entre eux seulement. Sur les quelque 2 000 juifs de l'île, 1795 ont ainsi été déportés. Les SS, la Wehrmacht mais aussi la police grecque organisèrent la déportation vers Birkenau et Auschwitz. 200 d'entre eux furent sélectionnés pour les travaux forcés et les autres gazés. À Birkenau tandis qu'un groupe de Corfiotes attendait son tour pour entrer dans la chambre à gaz, un jeune juif, Nisso Matitia se mit à chanter des airs d'opéra italien demandant même un violon à un SS. Alors que les Allemands étaient distraits par ce récital improvisé un autre groupe de Juifs entra dans la chambre à gaz et ces Juifs de Corfou furent temporairement sauvés. À la Libération les autorités de Corfou ont instauré un jour férié pour commémorer la date à laquelle les Juifs avaient été déportés. Il ne reste plus au début du XXIe siècle que quatre-vingts Juifs sur Corfou.
L'île est libérée par un débarquement de troupes britanniques le 12 octobre 1944 qui restèrent jusqu'en 1946.

### L'affaire du détroit de Corfou
En 1946, un différend international oppose l'Albanie au Royaume-Uni à propos de la circulation maritime dans le détroit de Corfou, après que des bâtiments britanniques ont essuyé des tirs albanais sans conséquences le 15 mai 1946, puis heurté des mines le 22 octobre, tuant 44 marins britanniques, en blessant 50 et endommageant les destroyers HMS Saumarez et HMS Volage (en). Ces incidents conduisent la Royal Navy à mener une opération de déminage unilatérale dans les eaux territoriales albanaises les 12 et 13 novembre 1946, entrainant une plainte de l'Albanie aux Nations unies. L'affaire du détroit de Corfou fait l'objet du tout premier jugement rendu par la Cour internationale de justice le 9 avril 1949, condamnant l'Albanie à payer 844 000 £ au Royaume-Uni. Les relations entre les deux pays ne sont rétablies qu'en 1991,,.
Cette affaire s'inscrit dans le contexte de la Guerre civile grecque, qui ne touche pas autrement Corfou, et des tentatives de déstabilisation américaines et britanniques de l'Albanie (voir Projet Valuable) entre autres événements précurseurs de la Guerre froide.

### Les touristes: une nouvelle invasion?

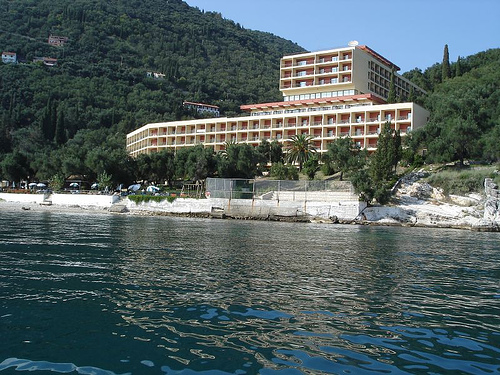
Un complexe hôtelier corfiote.

Depuis la Seconde Guerre mondiale, Corfou s'est, comme le reste de la Grèce, convertie au tourisme. Au début des années 1960, le gouvernement fit le choix économique du développement touristique. Précurseur, le Club Méditerranée ouvre un village dès 1952 sur un site d'une trentaine d'hectares.
Sur l'île, un certain nombre de témoignages évoquent « le mélange sans grâce et non planifié des hôtels, appartements, tavernes, cafés, discothèques, mini-markets et échoppes vendant souvenirs et crème solaire ». Cette évolution n'est cependant pas complètement négative : « Corfou change, grâce au tourisme, et certains de ces changements, contrairement aux idées reçues, ont amélioré la façon dont on y vit, pour les touristes comme pour les habitants ». L'aéroport, le téléphone, les sanitaires, l'hygiène ont profité des retombées du tourisme.
En 2005, Corfou proposait 43 000 lits dans 409 hôtels (dont 7 établissement cinq étoiles, 59 quatre étoiles, 84 trois étoiles, 199 deux étoiles et 60 une étoile) et entre 120 000 et (en 2002) 130 000 lits dans les autres types d'hébergements touristiques (appartements, villas, chambres d'hôtes plus ou moins officielles, etc.). Ces entreprises touristiques emploient toutes moins de cent personnes. L'île attire surtout pour la triade : mer-soleil-sable, ce qui la met en concurrence avec de nombreux autres lieux touristiques méditerranéens. Le reste de ses attraits naturels ou culturels n'intéresse que peu les touristes et n'est pas non plus mis en valeur. Les activités touristiques de Corfou dépendent en grande partie des voyagistes allemands et britanniques. En 2002, l'île était la région de Grèce qui recevait le plus grand nombre de touristes britanniques, surtout à Benitses, dans la région sud. Cependant, la structure du tourisme sur l'île reste dualiste. Elle attire un tourisme haut de gamme (son passé, ses monuments, ses personnalités célèbres comme Lawrence Durrell) et un tourisme très bas de gamme venu pour boire au soleil. On assiste à une ségrégation géographique entre ces tourismes, Kavos, Benitses et Ipsos ayant été sacrifiés au tourisme bas de gamme. Ainsi, Kavos propose (proposait en 2000) des bars appelés « Wet Knickers » ou « Hard On ». Certains guides de voyage déconseillent même de s'y rendre.
Lors de la saison 2006, Corfou a accueilli 528 000 des onze millions de touristes qui sont venus en Grèce, en faisant la quatrième destination dans le pays, après Athènes, Thessalonique et Héraklion.

### Derniers événements récents
Le 19 septembre 1970, l'étudiant corfiote Kóstas Georgákis s'immole par le feu à Gênes pour protester contre la dictature des colonels, suscitant une vive émotion internationale.
Les autres faits les plus marquants furent la création en 1984 de l'Université ionienne, et le sommet européen et la signature le 24 juin 1994 du traité de Corfou concernant l'élargissement de l'Union européenne à l'Autriche, la Finlande et la Suède ainsi que la Norvège, qui devait en novembre 1994 rejeter par référendum la ratification de son adhésion.

## Galerie

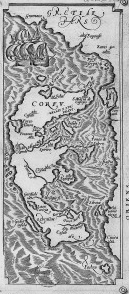
Carte de 1570
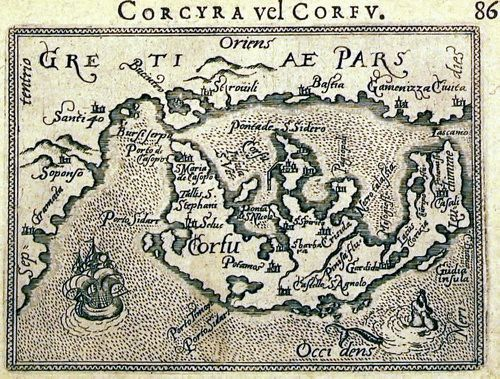
Carte de 1595
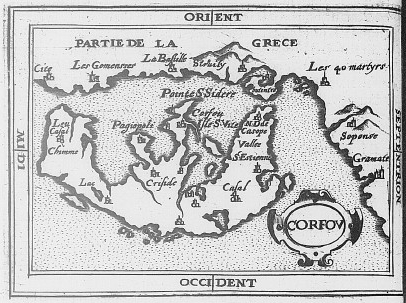
Carte de 1615
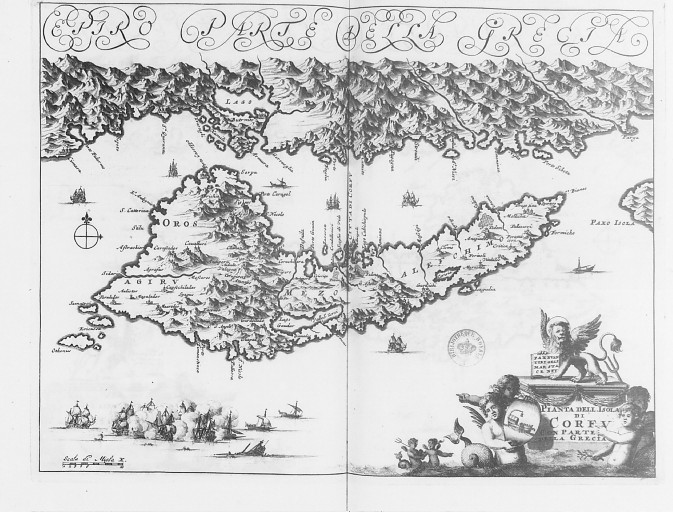
Carte de 1688
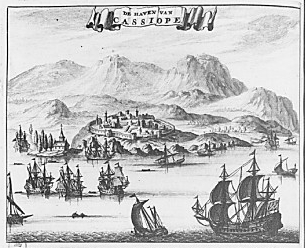
Vue de Kassiopi en 1688
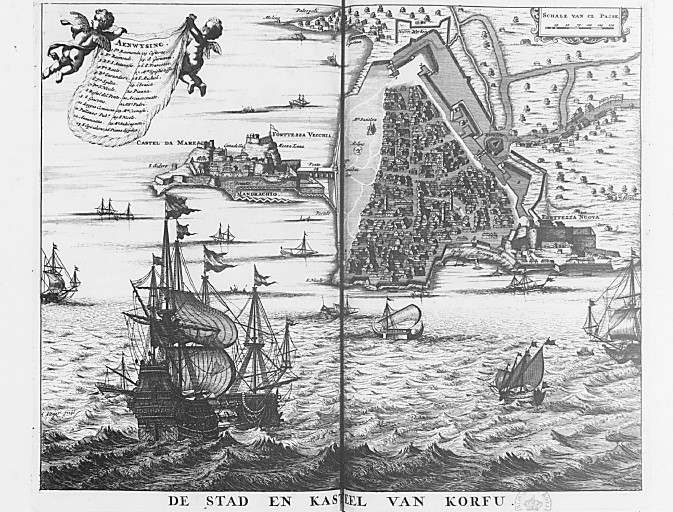
Plan de Corfou en 1688
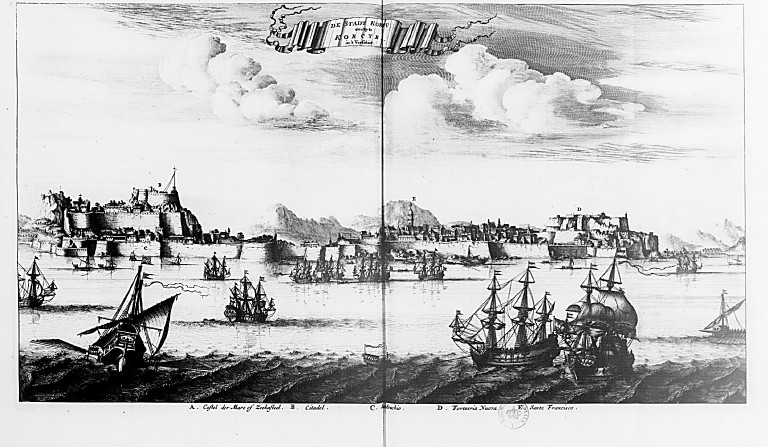
Corfou en 1688
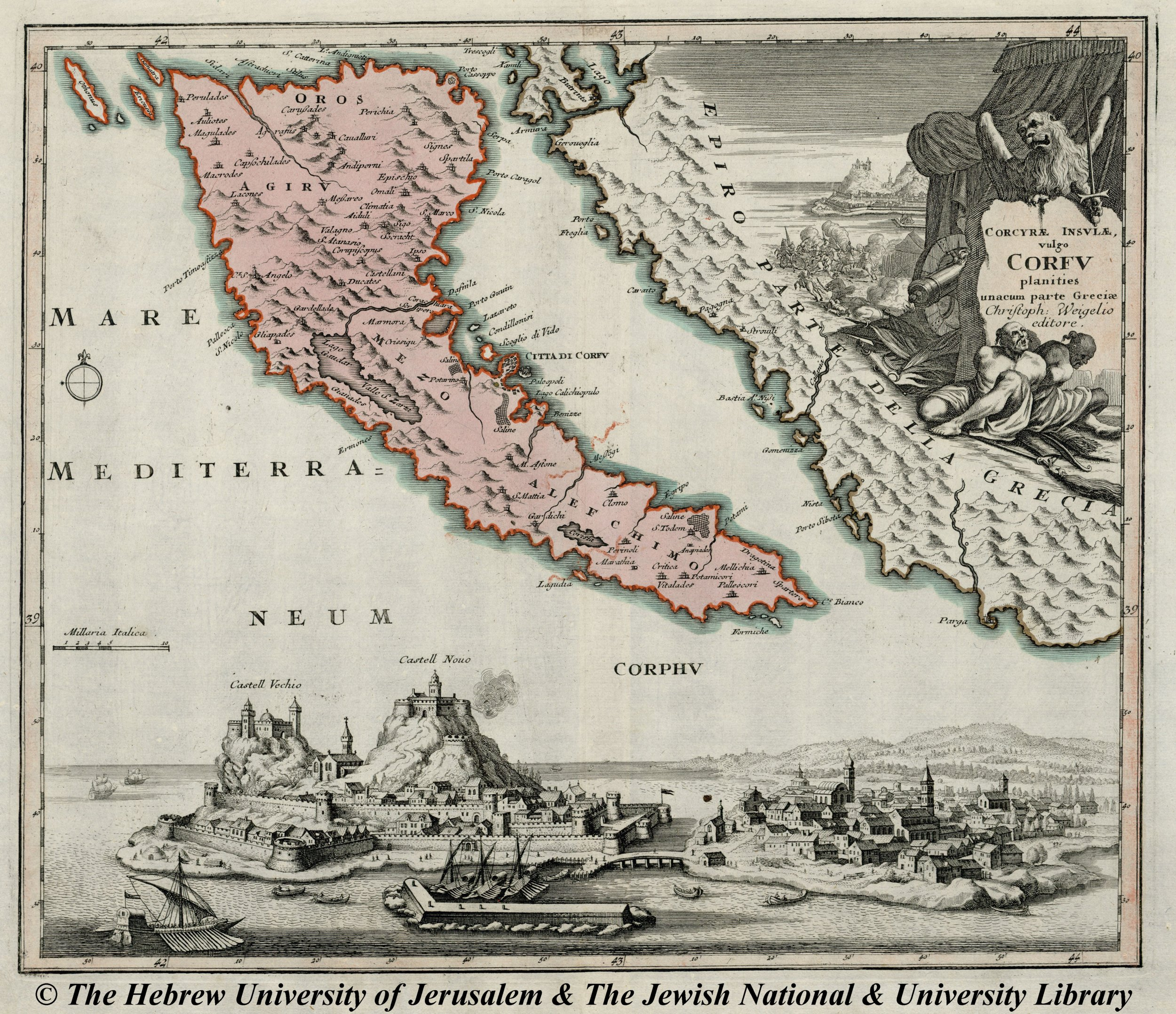
Carte de 1720
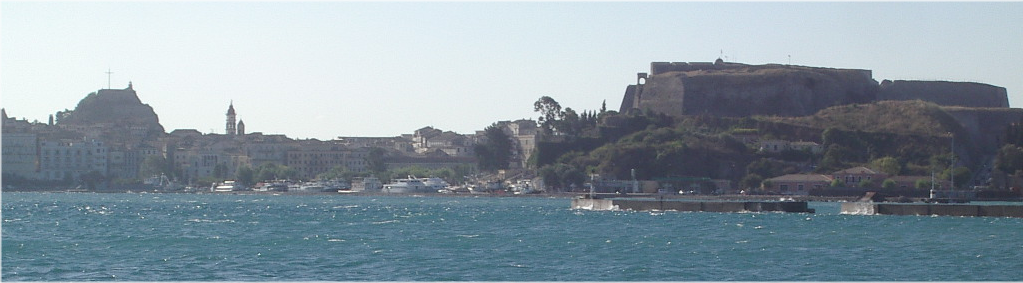
Les deux forteresses
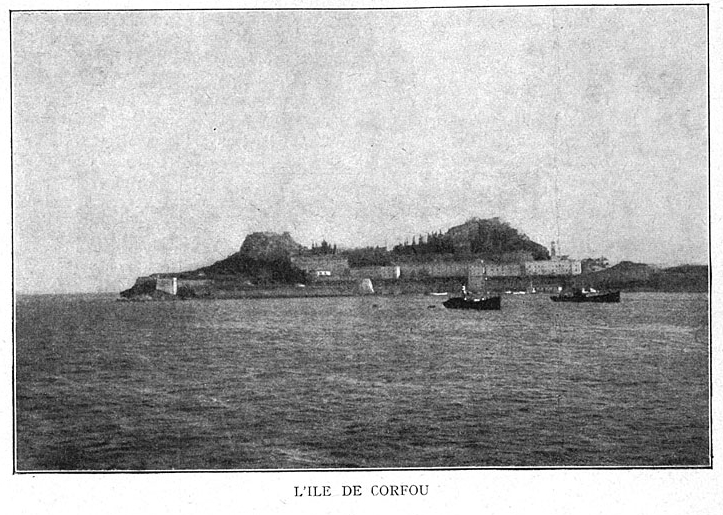
Corfou en 1915